# Volkswagen Golf
El Volkswagen Golf, o simplement Golf, és un automòbil del segment C produït pel fabricant alemany Volkswagen des de 1974. És un dels automòbils més venuts de la història, amb més de 35 milions d'unitats fabricades l'any 2019. Durant la dècada dels vuitanta, la seva popularitat va aconseguir que els clients europeus acceptessin els compactes com a vehicle familiar. Actualment, el Golf es ven en versions hatchback de tres i cinc portes i familiar de cinc portes (anomenat Golf Variant a Europa i Jetta Variant a Amèrica), tot i que hi ha altres models relacionats que es podrien considerar variants, com el Jetta, el monovolum Golf Plus i el descapotable Volkswagen Eos.

## Golf I (1974-1983)

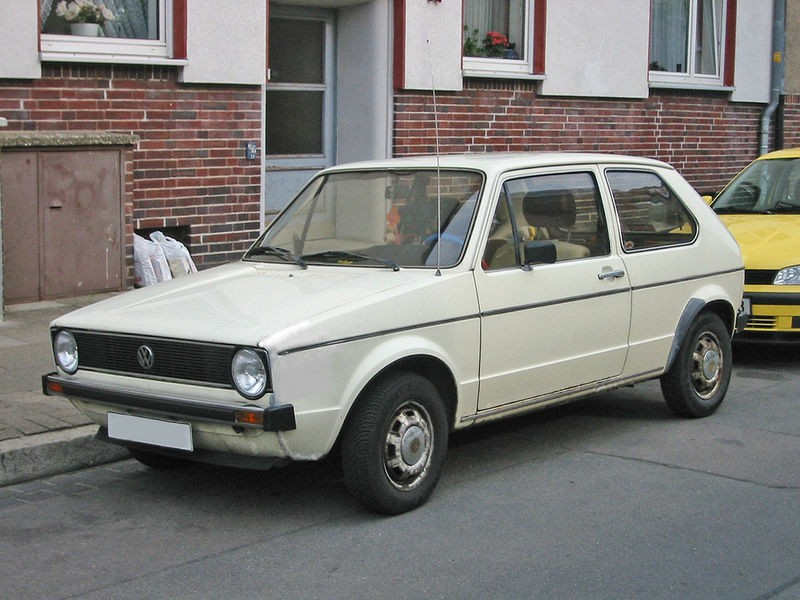
VW Golf I, una versió del 1978.

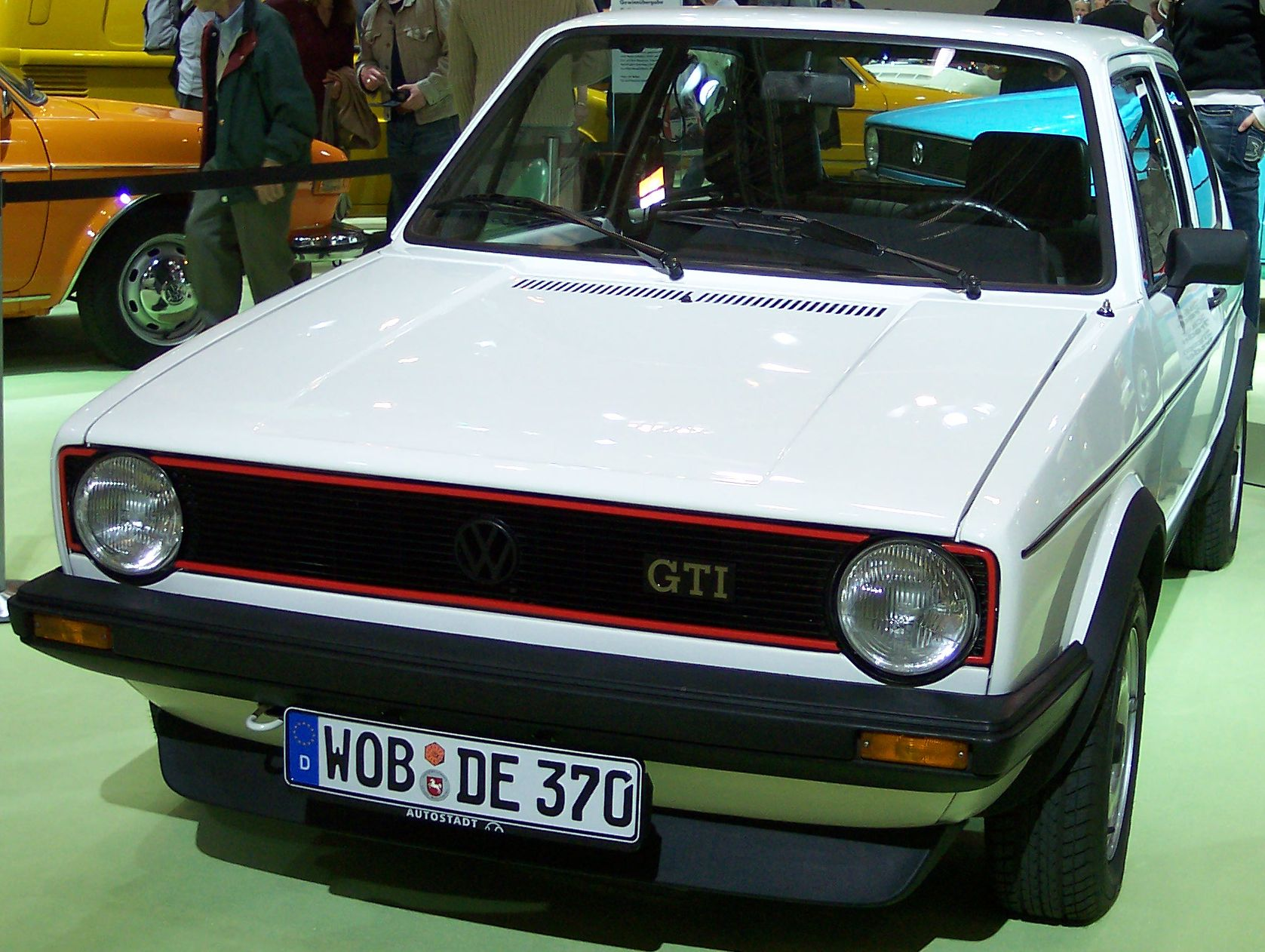
VW Golf I GTI.

El 1974 va començar la fabricació de la primera generació del Golf, també anomenat Rabbit als Estats Units i Carib a Mèxic. Amb motor transversal i refrigerat per aigua, el seu format hatchback, ideat per l'italià Giorgetto Giugiaro, va revolucionar el disseny d'automòbils. La llargada era de només 3,7 metres, però permetia l'allotjament de quatre adults a l'interior. El Golf I es va mantenir en producció a Sud-àfrica des de l'any 1984 fins al 2009 sota el nom Volkswagen Citi Golf.

### Versions
Golf Cabriolet: Era una versió descapotable. Es va estrenar el 1979 i fou fabricat per l'empresa alemanya Karmann. Als Estats Units es va anomenar Rabbit Convertible fins a l'any 1985. Va continuar en producció diversos anys després que l'hatchback fos discontinuat i va arribar a les 400.000 unitats venudes.
Jetta: Era una versió sedan. En alguns països, com Mèxic, va ser anomenada Atlantic. Aquesta versió va ser creada principalment destinada al mercat americà, on actualment té més vendes que la versió amb porta posterior.
Golf GTI: Les sigles signifiquen Grand Tourer Injection en anglès (o Gran Turismo Iniezione en italià). Llançada en 1976, va crear el concepte de compacte esportiu que avui és part de gairebé totes les marques populars. Va ser un dels primers vehicles petits amb motor d'injecció, que li va permetre arribar a una potència de 110 CV. L'any 1982 s'augmentà la cilindrada per poder assolir els 112 CV.
Golf GTD: En els recents anys, es va llançar una versió turbodièsel de 70 CV amb acabats GTD, idèntic en aspecte i equipament a la del GTI.

### Motoritzacions
Els motors del Golf I comprenien les versions següents:
| Model                | Disponibilitat   | Motor   | Cilindrada (cm³) | Potència     | Parell màxim (Nm) | Emissions CO₂ (g/km) | 0–100 km/h (segons) | Velocitat màx. (km/h) | Consum mitjà (km/l) |
| 1100                 | del 1976 al 1983 | Benzina | 1093             | 37kW (50CV)  | 79                | n.d                  | n.d                 | 138                   | 12.0                |
| 1300                 | del 1979 al 1983 | Benzina | 1272             | 44kW (60CV)  | 93                | n.d                  | n.d                 | 149                   | 12.0                |
| 1500                 | del 1976 al 1981 | Benzina | 1471             | 51kW (69CV)  | 114               | n.d                  | n.d                 | 160                   | n.d                 |
| 1600 GTI             | del 1976 al 1982 | Benzina | 1588             | 81kW (110CV) | 137               | n.d                  | n.d                 | 180                   | n.d                 |
| 1800 GTI             | del 1982 al 1983 | Benzina | 1781             | 82kW (112CV) | 153               | n.d                  | n.d                 | 183                   | 12.4                |
| 1500 Diesel          | del 1976 al 1981 | Diesel  | 1471             | 35kW (48CV)  | 80                | n.d                  | n.d                 | 140                   | n.d                 |
| 1600 Diesel          | del 1981 al 1983 | Diesel  | 1588             | 40kW (54CV)  | 104               | n.d                  | n.d                 | 143                   | 15.3                |
| 1600 Turbodiesel GTD | del 1982 al 1983 | Diesel  | 1588             | 51kW (70CV)  | 130               | n.d                  | n.d                 | 155                   | 16.8                |

A Amèrica del Nord la gamma de motors de gasolina va ser completament diferent de l'europea. Els motors tenien 1,5, 1,6, 1,7 i 1,8 litres de cilindrada i cap superava els 90 CV de potència màxima.

## Golf II (1983–1992)

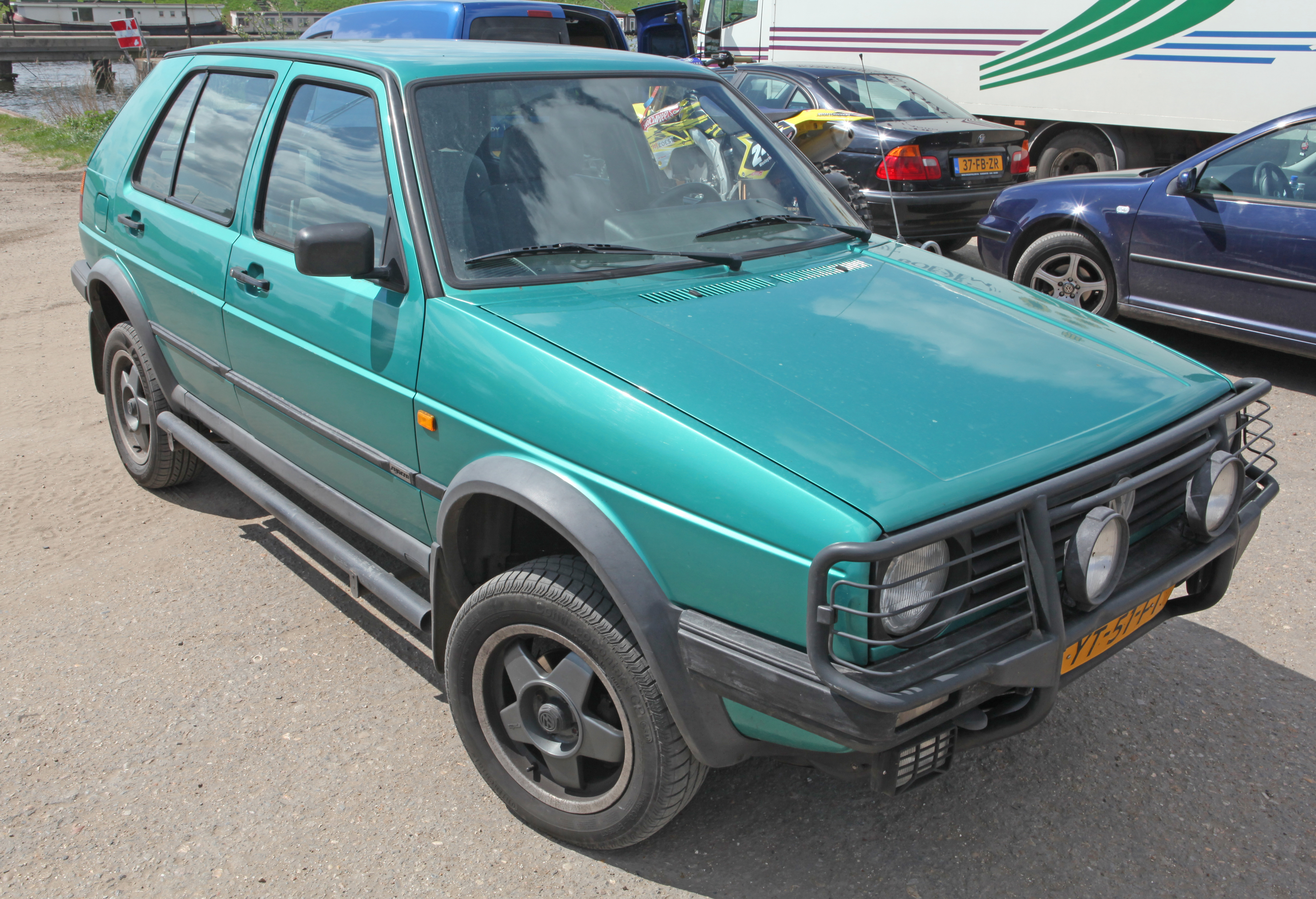
VW Golf II Country.

El Volkswagen Golf II, dissenyat per Herbert Schafer, va ser col·locat al mercat l'agost del 1983. La primera versió del Golf II va néixer com l'anterior, però amb motor davanter transversal de 4 cilindres en línia, tracció davantera i caixa de canvis transversal amb 4 velocitats.
Estava destinat al mercat alemany i les seves versions estaven equipades amb canvi de 4 o 5 velocitats. La primera versió del Golf II va ser conegut per "bumper fi", amb portes davanteres fixes i deflectors, repeteix el mateix frontal que el Volkswagen Golf I i el text en la part esquerra de la cua (detall present en altres models contemporanis de Volkswagen).
El 1984 va ser l'any del retorn, amb la segona sèrie, del Golf GTI (1800 amb motor de 8 vàlvules) i també catalitzador disponible.
El 1985, el GTI es va sotmetre a un lleuger canvi d'imatge: se li va posar una màscara a les òptiques i un tub d'escapament doble.
El 1986 va venir el motor 16-vàlvules Twin Cam amb sistema d'injecció de combustible, amb injector Bosch K-Jetronic mecànic (també disponible com un convertidor catalític).
El novembre de 1987, el Golf GTI 8v estava equipat amb el sistema d'injecció completament electrònic Digifant Bosch (en lloc de la K-Jetronic que va continuar sent utilitzada en la versió 16v).

### Golf II restyling 1988-1989

#### Reestilització del 1988
L'estiu de 1988 li van fer un canvi d'estil, que representà sobretot canvis estètics: van eliminar-ne els deflectors fixos a les portes davanteres; el frontal dels miralls van ser canviats, situant-los a la cantonada de davant de la porta, i es va eliminar el "Volkswagen" escrit a la part posterior, reemplaçant-lo per una placa xapada del logo de la casa emplaçada al centre de la cua.
Entre 1988 i 1989, abans d'un nou canvi d'estil, es van presentar els equips especials: Funció i Madison (gasolina), Manhattan, Memphis, Champ (tot el 1600 amb 54 kW, també disponible en dièsel) i Especial GTI BBS rodes amb forma de bresca i d'instrumentació digital. Al GTI clàssic esportiu se'ls va acostar dos més (distingibles pel G60 vermell a la graella davantera i en la part dreta de la cua): El Golf G60 i G60 Golf Rallye (1989). Tots dos van ser impulsats pel clàssic 1800 sobrealimentat amb 4 cilindres G60 (aquest nom prové del fet que el compressor era a la forma d'una G estilitzat i l'amplada màxima de la cambra interior era 60 mm) que permet l'hatchback alemany assolir una potència màxima de 118 kW (160cv). La versió Rallye G60 també tenia quatre rodes Syncro. Es diferencia del Golf G60, i en general de tots els altres models, per la graella davantera amb fars rectangulars (en lloc dels fars rodons clàssics) i pels costats, laterals i projeccions darrere, similars als de la Lancia Delta Integrale 16 vàlvules; sortida d'escapament a la dreta el 1989, que era gairebé idèntic que el principal competidor del Rallye Golf G60.
El 1989, el Volkswagen Motorsport crea una edició limitada del model G60 (només 70 exemplars): el G60 Edició Limitada. El cos era el de la Syncro de 5 portes (4 rodes amb pneumàtics 205 50 R15 sobre llandes BBS 6J x 15) amb l'estètica de Golf pre 1990, amb el límit "per" la característica que el distingeix d'un G60 "normal" era la màscara amb dos llums amb vora blava i l'etiqueta de "Volkswagen Motorsport" a la part superior esquerra de la reixeta. L'interior era de cuir negre (els dos panells de les portes seients). El motor era el clàssic de 1800 16v compressor G60 que va assolir la potència de 210cv a 6500 r / min amb un parell màxim de 247 Nm, tracció com ja s'ha dit era integral (Syncro). L'edició limitada d'accelerar de 0 a 100 km/h en 7,2 segons i una velocitat màxima de 227 km/h.

#### Golf II versió 1990
L'agost de 1989 es va presentar l'última versió actualitzada del Golf segona sèrie. Van eliminar el Golf D reemplaçant-lo pel Diesel Golf GL. La versió bàsica era la CL Golf, mentre que la superior era la gamma Golf G60 Ral·li. Un dels models més importants per a l'any 1990 va ser sens dubte el Golf GTD, que va incorporar per primera vegada l'intercooler, proporcionant d'aquesta manera una potència de 80 CV a 4500 rpm / min, més que la versió anterior. Les millores estètiques eren mínimes i incloïen para-xocs davanter i posterior, molt més massiva (amb l'addició de fars de boira "incrustat" al carenat i un canvi en els indicadors frontals que tenien un sol caragol i una banda adhesiva per substituir els dos caragols en el model anterior) amb un carenat de plàstic a la part inferior, en el color del cos. La versió GTI estava disponible, prèvia sol·licitud, sense direcció assistida i amb instrumentació analògica (a causa de la satisfacció del client no completa pel que fa a digital). Tot això li va donar al golf un sistema més modern, més noranta, que li permetrien sobreviure al mercat durant un parell d'anys, tot esperant la nova sèrie. D'aquesta manera, el compacte alemany podria ser capaç de competir amb els seus rivals directes: el Fiat, Alfa Romeo 33, que va ser renovat en la tardor d'aquest mateix any, el Renault 19, Rover 200 Sèries i el Ford Escort, que el 1990 va llançar la quarta sèrie, totalment nou.

### Country Golf II (1990-1991)
La gran novetat, però, va ser el llançament (gener del 1990), d'un model completament nou: el Golf Country. Amb motor d'injecció de 1800 de 90 CV/66 kW i equipat amb tracció a les quatre rodes Syncro, va aixecar la suspensió, Skidplate sota del motor, radiador reixeta frontal llums de para-xocs i fars antiboira, roda de recanvi externa col·locada sobre la porta del darrere, van fer que el Golf Country gairebé un vehicle tot camí (o, si més no, un predecessor dels vehicles tot camí moderns). Es va produir per un període molt curt de temps, fins a desembre de 1991.

### Motoritzacions
| Model                   | Disponibilitat   | Motor   | Cilindrada (cm³) | Potència        | Par màxim (Nm) | Emissions CO₂ (g/Km) | 0–100 km/h (segons) | Velocitat max (Km/h) | Consum mitjà (Km/l) |
| 1050                    | del 1984 al 1985 | Benzina | 1043             | 33 Kw (45 Cv)   | 74             | n.d                  | n.d                 | 137                  | 13.9                |
| 1050/50 Cv              | del 1985 al 1986 | Benzina | 1043             | 37 Kw (50 Cv)   | 74             | n.d                  | n.d                 | 144                  | 12.4                |
| 1300                    | del 1983 al 1992 | Benzina | 1272             | 40 Kw (54 Cv)   | 96             | n.d                  | 16.5                | 151                  | 14.2                |
| 1300i cat.              | del 1989 al 1992 | Benzina | 1272             | 40 Kw (54 Cv)   | 97             | n.d                  | 16.5                | 151                  | 13.1                |
| 1600                    | del 1989 al 1992 | Benzina | 1595             | 50 Kw (68 Cv)   | 116            | n.d                  | 14.1                | 161                  | 12.5                |
| 1600/73 Cv              | del 1983 al 1992 | Benzina | 1595             | 54 Kw (73 Cv)   | 125            | n.d                  | 13.0                | 163                  | 13.1                |
| 1800                    | del 1988 al 1991 | Benzina | 1781             | 64 Kw (87 Cv)   | 145            | n.d                  | 11.3                | 178                  | 11.6                |
| 1800i cat. 4X4          | del 1990 al 1991 | Benzina | 1781             | 72 Kw (98 Cv)   | 143            | n.d                  | 12.3                | 155                  | 10.1                |
| 1800 cat. GTI           | del 1989 al 1992 | Benzina | 1781             | 79 Kw (107 Cv)  | 157            | n.d                  | 10.3                | 186                  | 12.8                |
| 1800 GTI                | del 1983 al 1992 | Benzina | 1781             | 81 Kw (110 Cv)  | 159            | n.d                  | 9.7                 | 191                  | 12.8                |
| 1800 16V GTI            | del 1986 al 1992 | Benzina | 1781             | 100 Kw (136 Cv) | 164            | n.d                  | 8.5                 | 208                  | 12.2                |
| 1800 cat. G60 GTI       | del 1990 al 1991 | Benzina | 1781             | 118 Kw (160 Cv) | 225            | n.d                  | 8.3                 | 216                  | 10.7                |
| 1800i cat. G60 Rallye   | del 1989 al 1990 | Benzina | 1781             | 118 Kw (160 Cv) | 225            | n.d                  | 8.6                 | 209                  | 10.2                |
| 1600 Diesel             | del 1983 al 1991 | Dièsel  | 1588             | 40 Kw (54 Cv)   | 99             | n.d                  | 18.7                | 143                  | 17.5                |
| 1600 TD cat. Ecodiesel  | del 1989 al 1992 | Dièsel  | 1588             | 44 Kw (60 Cv)   | 110            | n.d                  | 16.9                | 151                  | 14.8                |
| 1600 Turbodiesel GTD    | del 1982 al 1989 | Dièsel  | 1588             | 51 Kw (69 Cv)   | 133            | n.d                  | 14.5                | 163                  | 16.7                |
| 1600 TD Intercooler GTD | del 1989 al 1992 | Dièsel  | 1588             | 59 Kw (80 Cv)   | 152            | n.d                  | 14.5                | 169                  | 16.6                |

## Golf III (1991-1999)

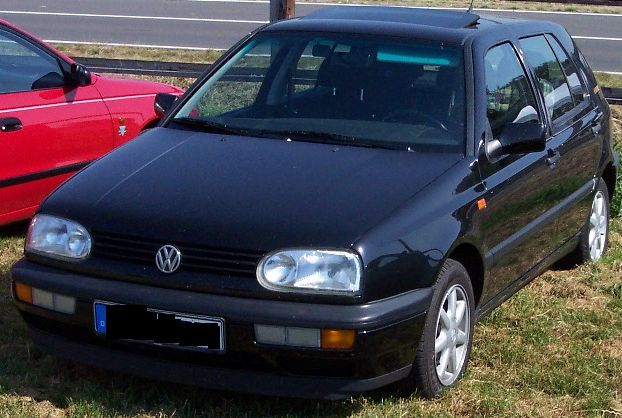
VW Golf III.

El 1991 a Europa es produí la comercialització de la tercera sèrie del Golf. Va donar la benvinguda en un èxit immediat entre el públic i la crítica, fins al punt de ser capaç de guanyar el cobejat Car of the Year el 1992. L'estètica s'ha actualitzat de nou als cànons de l'època, amb un canvi notable en la part davantera, molt més arrodonit i sempre que no més d'un far rodó simple, però un parell de fars tancats en una petxina allargada. El 1993 hi va haver un ressorgiment de la Cabriolet. Vaig anar a reemplaçar la versió cabrio de la primera sèrie, produïda de forma ininterrompuda des de l'any 1979 fins ara, ja que, entre les moltes versions en què es va realitzar la segona sèrie, mai va haver-hi un descobriment. Es va iniciar la producció de la versió familiar, denominada, com sempre, Variant. El Golf de tercera sèrie va ser produïda amb motor dièsel 1,9 (47 kW/64 CV) a l'Estomàtic exposició especial, i aquesta versió va ser un dels primers vehicles que utilitzen el sistema d'arrencada i parada: premi el pedal de fre a les parades, el motor apagat, torni a deixar anar el pedal de l'accelerador, que li permeten estalviar combustible i reduir la contaminació. També pel que fa als motors dièsel, aquesta sèrie es va estrenar l' 1,9 TDI, en una versió anomenada simplement GT TDI de 90 CV (abans) i 110 CV (més tard), juntament amb el GT i GT accessoris especials. Durant els anys noranta, Volkswagen també patrocinat gires internacionals dels artistes més importants i ampliar l'impacte dels productes d'especialitat de publicitat posada al Golf dedicat a l'esdeveniment: el Golf Pink Floyd Edició (1994), el Golf Rolling Stones edició (la 1995), i el Golf Bon Jovi Edició (1996). El 1992 es va llançar l'edició especial Golf Europa amb motiu de la signatura del Tractat de Maastricht. El 1996, el 20 aniversari del GTI va ser llançat el Golf GTI Edition 20 anys, amb un motor de 2000 cc, 16 vàlvules i 150 CV, equipat amb bosses d'aire i ABS. A la part superior del rang d'entre 1992 i 1996, hi va haver un Golf VR6, amb el motor VR6 de 2800 cc i 174 CV, que era a la producció com en sincronització amb cm ³ 2900, 4WD i 190 CV.

### Motoritzacions
| Model                    | Disponibilitat   | Motor   | Cilindrada (cm³) | Potència        | Par Màxim (Nm) | Emissions CO₂ (g/Km) | 0–100 km/h (segons) | Velocitat max. (Km/h) | Consum mitjà (Km/l) |
| 1.4 cat.                 | del 1992 al 1995 | Benzina | 1391             | 40 Kw (54 Cv)   | 103            | n.d                  | 16.8                | 150                   | 14.7                |
| 1.4/60 Cv cat.           | del 1991 al 1996 | Benzina | 1391             | 44 Kw (60 Cv)   | 116            | n.d                  | 16.3                | 155                   | 13.8                |
| 1.6/75 Cv cat.           | del 1992 al 1998 | Benzina | 1595             | 55 Kw (75 Cv)   | 135            | n.d                  | 14.0                | 168                   | 14.6                |
| 1.6/101 Cv cat.          | del 1995 al 1998 | Benzina | 1595             | 74 Kw (101 Cv)  | 132            | n.d                  | 11.2                | 188                   | 13.1                |
| 1.8/75 Cv cat.           | del 1991 al 1992 | Benzina | 1781             | 55 Kw (75 Cv)   | 140            | n.d                  | 14.0                | 167                   | 14.1                |
| 1.8/90 Cv cat.           | del 1991 al 1997 | Benzina | 1781             | 66 Kw (90 Cv)   | 145            | n.d                  | 12.1                | 175                   | 12.9                |
| 2.0 cat. GTI             | del 1991 al 1995 | Benzina | 1984             | 85 Kw (116 Cv)  | 170            | n.d                  | 10.1                | 196                   | 12.3                |
| 2.0 16V cat. GTI         | del 1992 al 1997 | Benzina | 1984             | 110 Kw (150 Cv) | 180            | n.d                  | 8.7                 | 215                   | 11.5                |
| 2.8 VR6 cat.             | del 1991 al 1996 | Benzina | 2792             | 128 Kw (174 Cv) | 235            | n.d                  | 7.6                 | 225                   | 10.4                |
| 2.9 VR6 cat.             | del 1995 al 1997 | Benzina | 2861             | 140 Kw (190 Cv) | 245            | n.d                  | 7.6                 | 225                   | 9.4                 |
| 1.9 Diesel cat. Ecomatic | del 1994 al 1997 | Dièsel  | 1896             | 47 Kw (64 Cv)   | 124            | n.d                  | 18.0                | 156                   | 20.2                |
| 1.9 Turbodiesel          | del 1991 al 1996 | Dièsel  | 1896             | 55 Kw (75 Cv)   | 150            | n.d                  | 15.4                | 165                   | 16.1                |
| 1.9 TDI/90 Cv cat.       | del 1993 al 1997 | Dièsel  | 1896             | 66 Kw (90 Cv)   | 202            | n.d                  | 12.8                | 178                   | 20.2                |
| 1.9 TDI/110 Cv cat.      | del 1997 al 1997 | Dièsel  | 1896             | 81 Kw (110 Cv)  | 235            | n.d                  | 11.5                | 193                   | 20.7                |

## Golf IV (1998-2003)

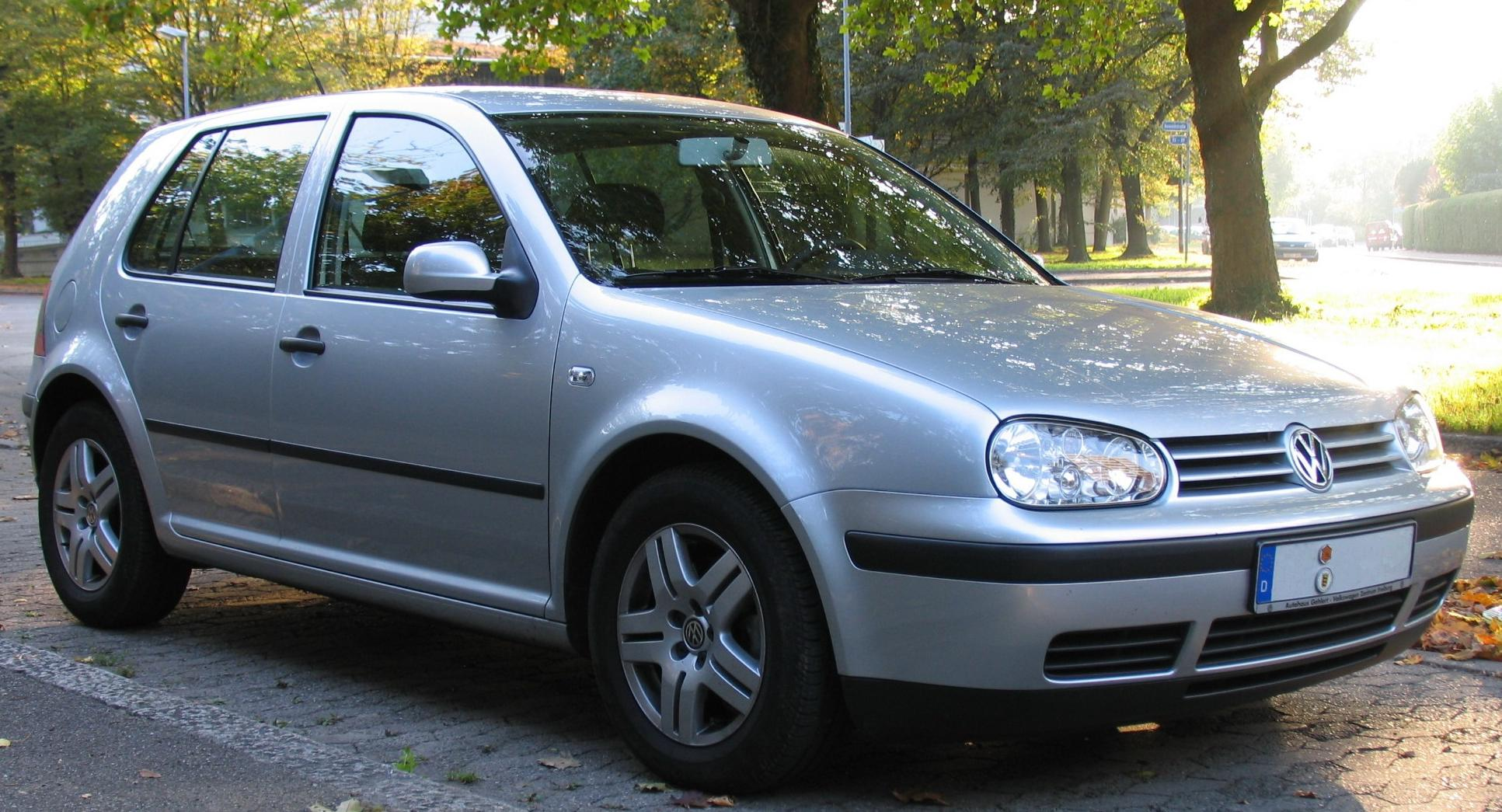
VW Golf IV

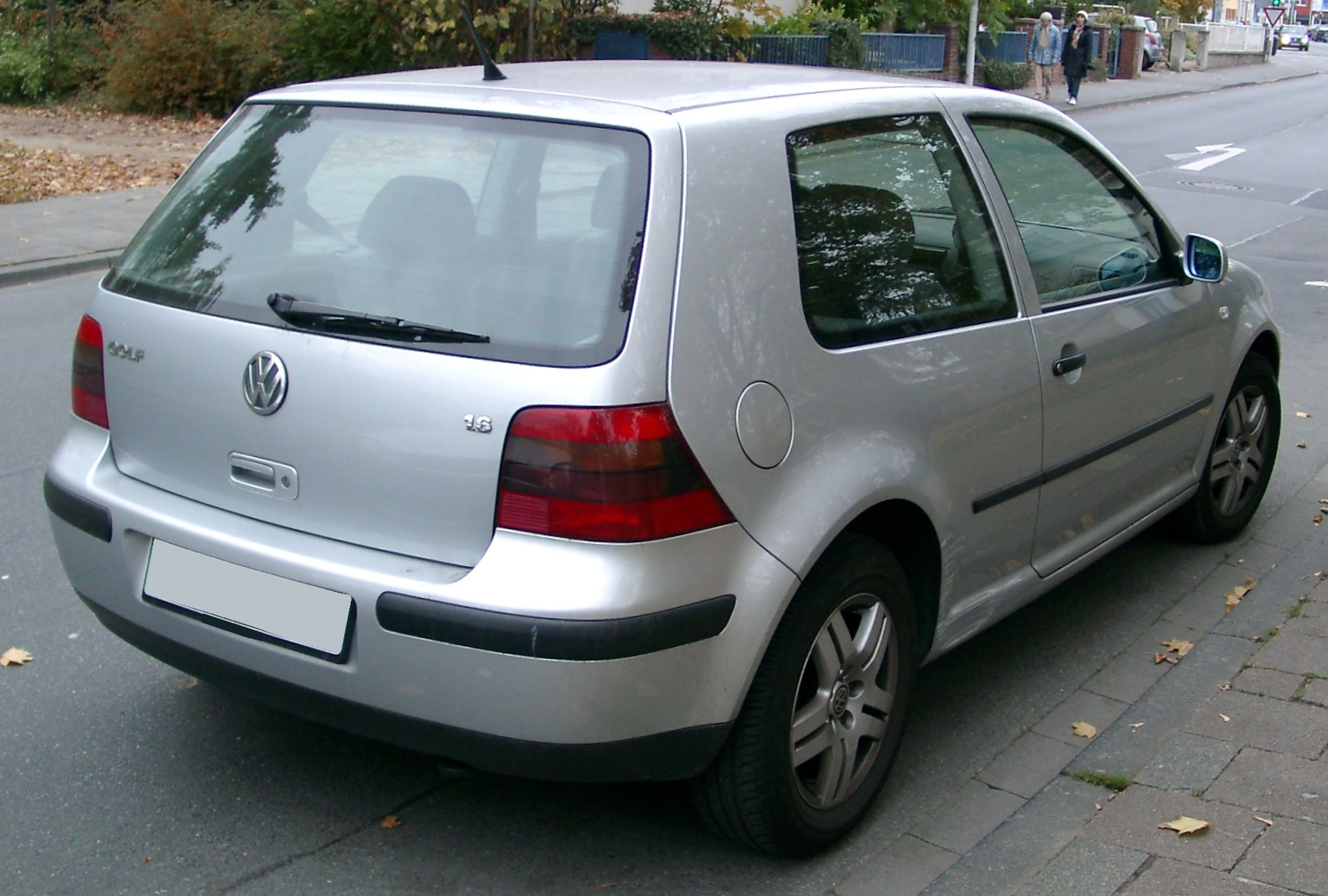
VW Golf IV

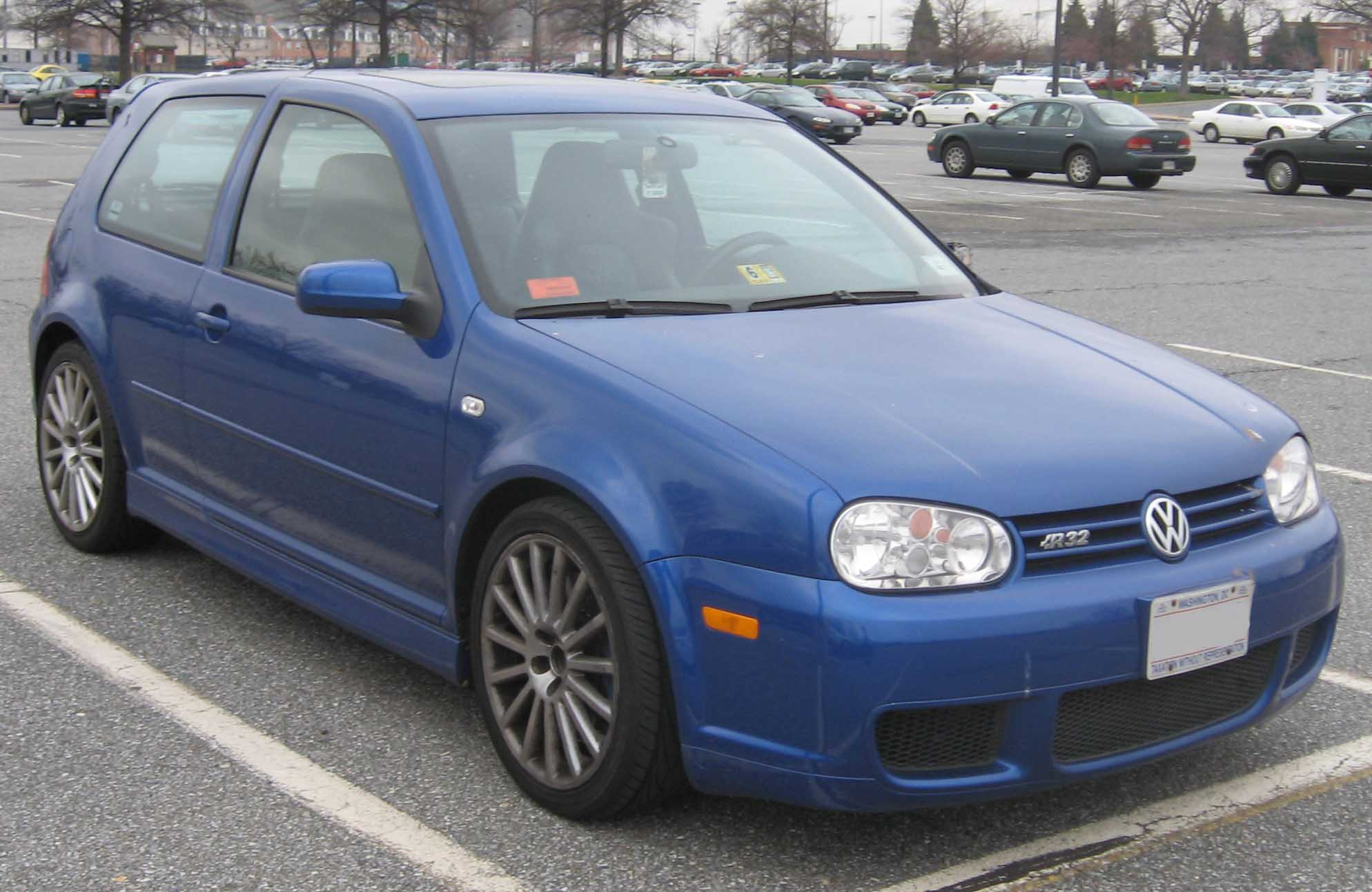
VW Golf IV R32

El final de 1997 marca l'inici de les vendes del nou Golf, ara en la seva quarta generació. Es tracta d'una tecnologia completament nova, però no es pot definir com a estètic o innovador. Es prenen les característiques exitoses de la sèrie anterior. De fet, els fars davanters i posteriors són molt similars, tant en la versió bàsica en variant (que és molt semblant a la del  Passat Variant en el moment). Desapareix, però, el costat Scratch i  indicadors integrat al para-xocs davanter, els elements que fins ara havien caracteritzat el model popular Wolfsburg. En la versió Cabriolet, davant i les parts laterals, incloent-hi les portes, es van recuperar de la versió normal de la quarta sèrie, mentre que la part posterior manté, sense canvis, les mateixes formes estètiques de la tercera sèrie Cabriolet.
Aquesta sèrie, proposada inicialment en els motors d'1.4, 1.6, 1.8, 1.8 Turbo (GTI) i V5 2,3 gas i 1,9 TDI de diverses potències pel que fa al motor dièsel, tindrà bons resultats comercials, degut en gran part a l'èxit dels motors TDI. De fet, és amb aquesta sèrie que el Golf perd l'estil esportiu que sempre l'ha caracteritzat. Com el model GTI no està sotmès a un tractament especial per part dels enginyers de Wolfsburg, és de fet una versió amb 1.8, de gasolina turbo-alimentat capaç de desenvolupar els 150 CV, ja present en molts altres models del grup VW, i, per tant, no s'ha desenvolupat específicament per al cotxe.
Els motors de gasolina es van actualitzar durant els anys. El 1999 s'introduirà al 2.0 115 CV (també disponible amb 4motion les quatre rodes) i el 2,8 CV 204 (només 4motion), l'augmentarà des del 1,6 101CV al 102 (només juntament amb la transmissió automàtica), després, a 105 16v, i després és reemplaçat pel 1.6 FSI de 115 CV (d'injecció directa), l'1.8 T rebre un augment de 30 cavalls de força passant després a 180 CV (amb frens de disc ventilats a la part posterior) i el 2,3 s'actualitzaren a 170 CV des dels 150 originals, però la versió més potent del Golf mai es va comercialitzar el Golf R32, que tenia un motor 3.2 V6 (amb bancades de cilindres en 15 °, típica de la VR6) a les quatre rodes amb sistema de transmissió Haldex controlat electrònicament, amb 241 i CV a 6250 rpm i 320 Nm a 2800 rpm, estètica agressiva i equip opcional complet (incloent-hi els seients Recaro amb reposacaps integrats, insercions d'alumini, quadre de comandament en el "cosí" en 3 volums Volkswagen Bora Bora, llantes d'aliatge de 18", frens més grans i específics de configuració) a l'estranger es venen amb canvi DSG. Però els canvis més importants que es durà a terme entre els motors dièsel, en absolut favorit per aquest model, l'1,9 experimenta diverses etapes de potència i, a partir dels dos primers nivells disponibles, 90 (després es va dur a 101 CV) i 110 CV (fins als primers mesos de 2002), es passarà, gràcies a la bomba d'injecció en una bomba-rotativa, a 115 (després es va dur a 130) i finalment a 150 hp. Aquest últim es proposa també en construcció GTI, per emfatitzar encara més la importància dels motors dièsel per aquesta sèrie, i també en combinació 4motion Highline, amb tracció a les quatre rodes. Totes les versions del Golf de 5 portes al mercat italià estan equipades amb finestres amb control elèctric en totes les portes (a diferència de moltes versions que competeixen importar òbviament exclòs). Igual que va passar la sèrie anterior, el Golf IV va ser posat al mercat una versió anomenada "25 anys" per celebrar el vint-i-cinquè any de producció, aquest model ofereix la sèrie opcional més sol·licitada pels clients, com ara aire condicionat, ràdio, clau amb comandament a distància ABS, llantes d'aliatge de 16 polsades, seients esportius, etc.).
Aquest Golf continua en producció en països com el Brasil i la Xina. S'espera que el mercat llatinoamericà rebi un Golf IV reestilitzat per a 2007.

### Motoritzacions
| Model                  | Disponibilitat   | Motor   | Cilindrada (cm³) | Potència        | Par Màxim (Nm) | Emissions CO₂ (g/Km) | 0–100 km/h (secondi) | Velocitat màx. (Km/h) | Consum mitjà (Km/l) |
| 1.4 16V cat.           | del 1997 al 2003 | Benzina | 1390             | 55 Kw (75 Cv)   | 126            | n.d                  | 13.5                 | 171                   | 14.9                |
| 1.6 cat.               | del 1997 al 2000 | Benzina | 1595             | 74 Kw (100 Cv)  | 145            | n.d                  | 10.9                 | 188                   | 12.5                |
| 1.6/102 Cv cat. Aut.   | del 2000 al 2003 | Benzina | 1595             | 75 Kw (102 Cv)  | 148            | 199                  | 12.0                 | 185                   | 11.8                |
| 1.6 16V cat.           | del 2000 al 2003 | Benzina | 1598             | 77 Kw (105 Cv)  | 148            | n.d                  | 10.5                 | 192                   | 13.7                |
| 1.8 cat.               | del 1997 al 1999 | Benzina | 1781             | 92 Kw (125 Cv)  | 170            | n.d                  | 9.9                  | 201                   | 11.4                |
| 1.8 20V cat.           | del 1999 al 2000 | Benzina | 1781             | 92 Kw (125 Cv)  | 170            | n.d                  | 10.4                 | 198                   | 10.6                |
| 1.8 Turbo 20V cat. GTI | del 1997 al 2003 | Benzina | 1781             | 110 Kw (150 Cv) | 210            | n.d                  | 8.5                  | 216                   | 12.1                |
| 1.8 20V T/180 Cv GTI   | del 2002 al 2004 | Benzina | 1781             | 132 Kw (179 Cv) | 235            | 204                  | 7.9                  | 228                   | 11.1                |
| 2.0 cat.               | del 2000 al 2003 | Benzina | 1985             | 85 Kw (116 Cv)  | 170            | n.d                  | 11.0                 | 192                   | 11.0                |
| 2.3 V5 cat.            | del 1999 al 2000 | Benzina | 2325             | 110 Kw (150 Cv) | 205            | n.d                  | 8.8                  | 216                   | 10.1                |
| 2.3 V5/170 Cv cat.     | del 2000 al 2003 | Benzina | 2325             | 125 Kw (170 Cv) | 220            | n.d                  | 8.2                  | 224                   | 10.8                |
| 2.8 V6 cat.            | del 1999 al 2003 | Benzina | 2792             | 150 Kw (204 Cv) | 270            | n.d                  | 7.1                  | 235                   | 8.7                 |
| 3.2 V6 cat. R32        | del 2002 al 2004 | Benzina | 3189             | 177 Kw (241 Cv) | 320            | n.d                  | 6.4                  | 245                   | 8.2                 |
| 1.9 TDI/90 Cv cat.     | del 1997 al 2002 | Dièsel  | 1896             | 66 Kw (90 Cv)   | 210            | n.d                  | 12.6                 | 180                   | 19.3                |
| 1.9 TDI/101 Cv cat.    | del 2000 al 2003 | Dièsel  | 1896             | 74 Kw (101 Cv)  | 240            | 140                  | 11.3                 | 188                   | 18.4                |
| 1.9 TDI/110 Cv cat.    | del 1997 al 1999 | Dièsel  | 1896             | 81 Kw (110 Cv)  | 235            | n.d                  | 10.6                 | 193                   | 19.5                |
| 1.9 TDI/115 Cv cat.    | del 1999 al 2001 | Diesel  | 1896             | 85 Kw (116 Cv)  | 285            | n.d                  | 10.3                 | 195                   | 18.5                |
| 1.9 TDI/130 Cv cat.    | del 2001 al 2003 | Diesel  | 1896             | 96 Kw (130 Cv)  | 310            | n.d                  | 9.6                  | 205                   | 17.3                |
| 1.9 TDI/150 Cv cat.    | del 2001 al 2004 | Diesel  | 1896             | 110 Kw (150 Cv) | 320            | 146                  | 8.6                  | 216                   | 17.6                |

## Golf V (2003-2008)

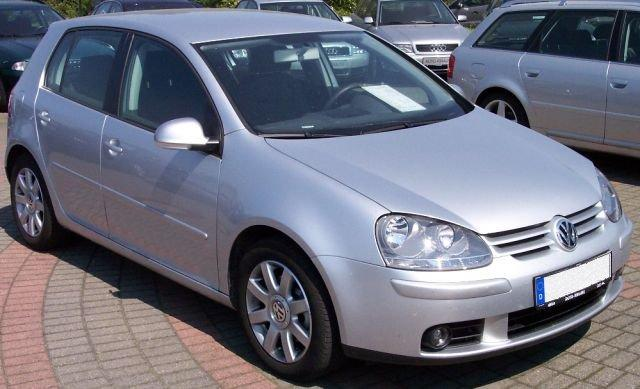
VW Golf V.

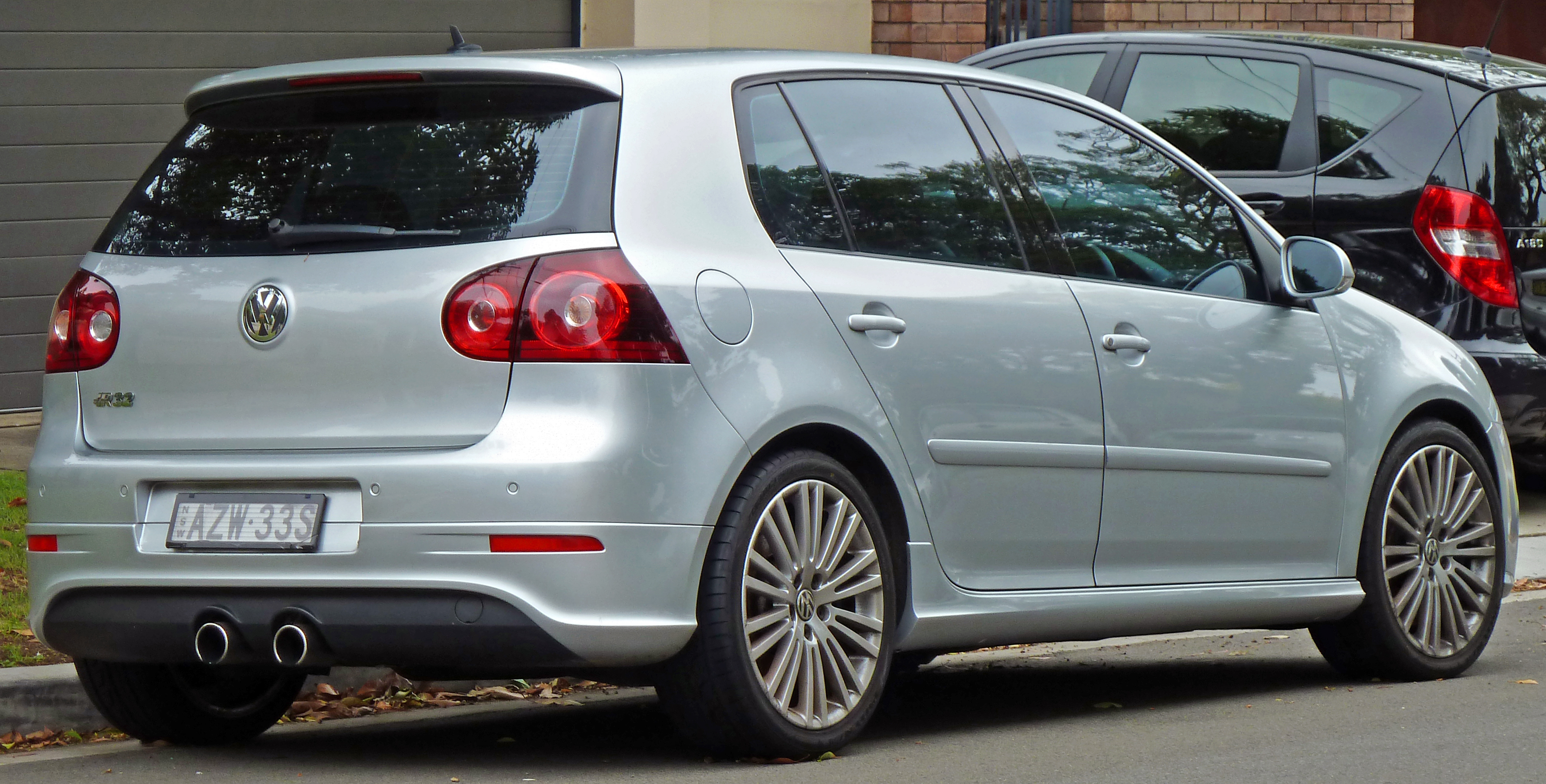
VW Golf V per darrere.

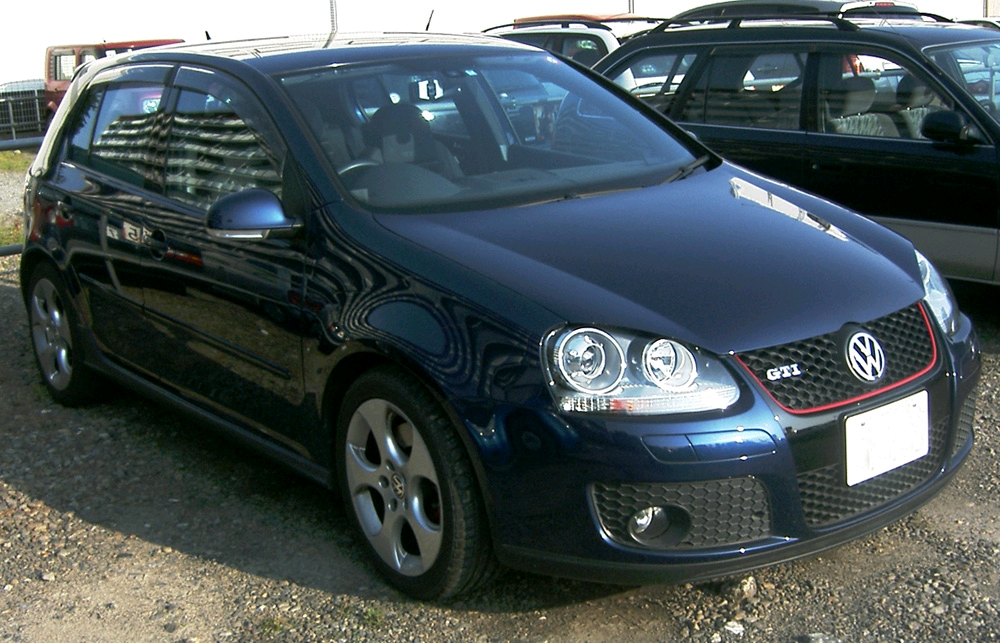
VW Golf V GTI.

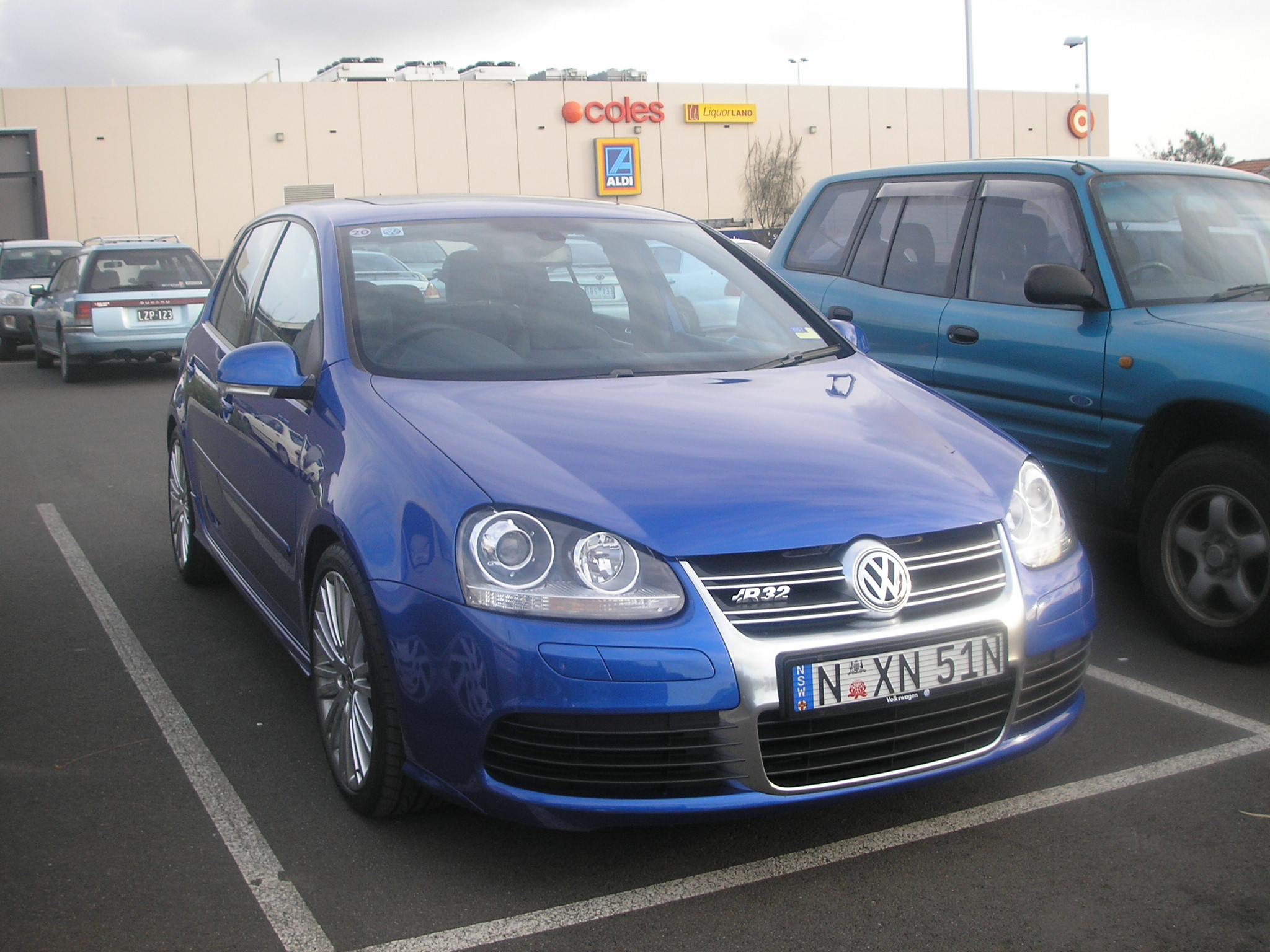
VW Golf V R32.

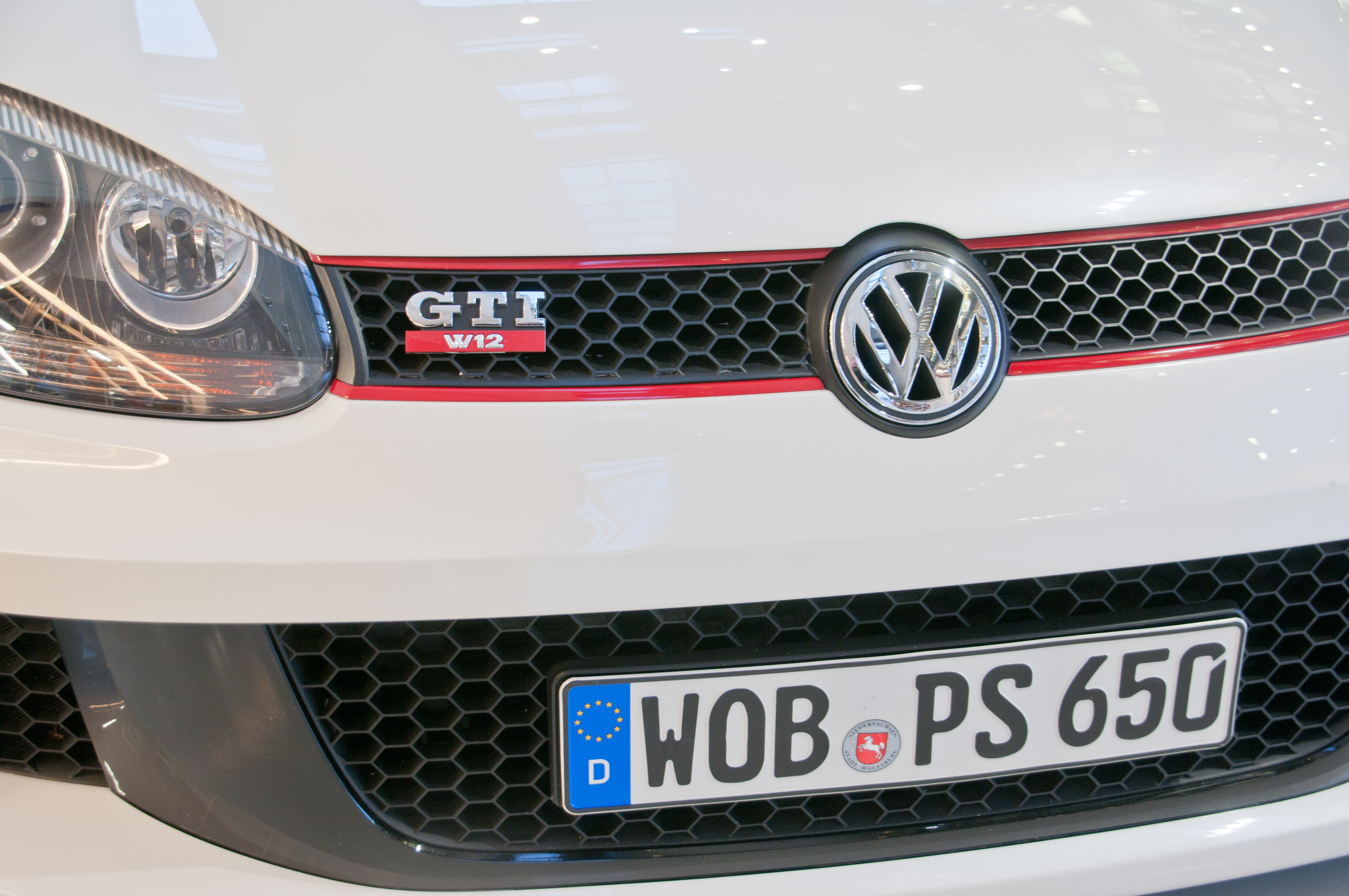
Detall del VW Golf W12.

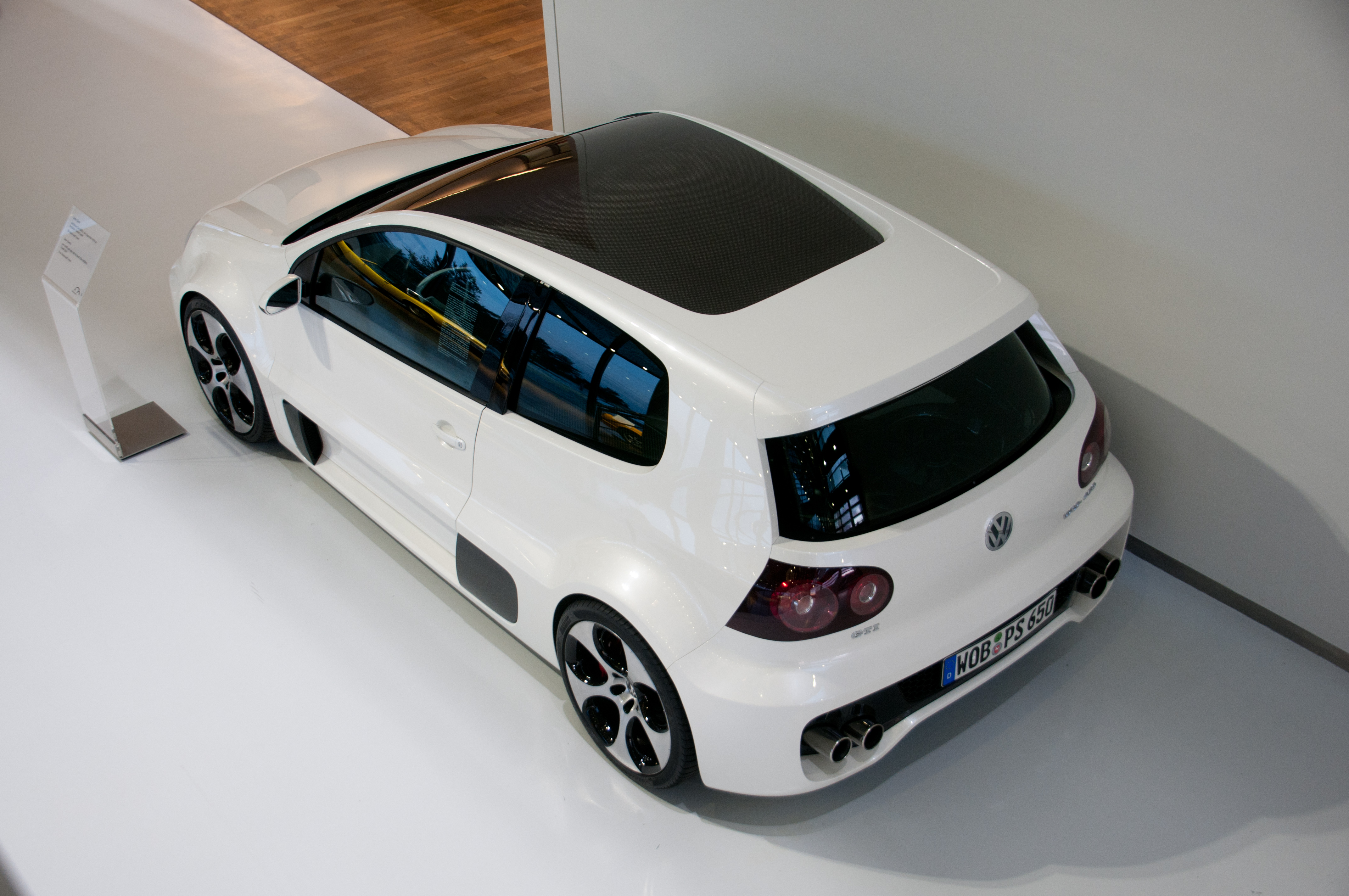
VW Golf W12.

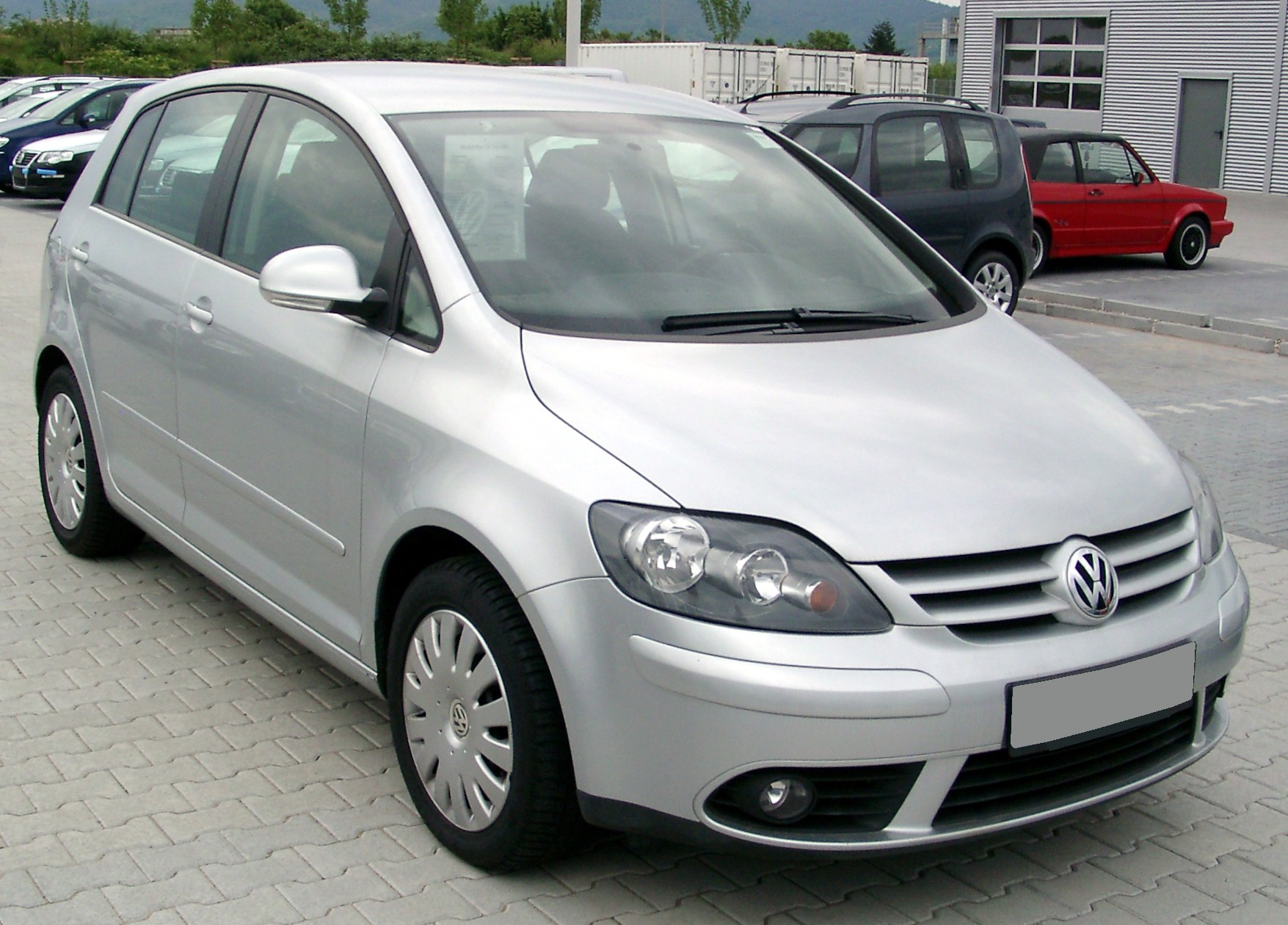
VW Golf VI Plus.

La cinquena sèrie de la quota de Golf (gairebé) tots els seus motors amb el seu cosí Audi A3. Característiques del motor TDI d'injector bomba, solució desenvolupada fins ara només pel grup Volkswagen. El Golf V també està disponible amb la tracció a les quatre rodes 4motion.
Versió Variant comença acabat el maig de 2007, i es diferencia del turisme, així com la línia de la cua, fins i tot per la graella davantera cromada. Aquesta versió de la part davantera, que comparteix amb el Jetta, el Golf hatchback només estava disponible en alguns equips especials.
D'aquesta sèrie es va estrenar versions BlueMotion (baix impacte ambiental), en combinació amb l'1.9 TDI de 105 CV i l'1.4 TSI de motors de turbina + Twincharged (sobrealimentat) 140 CV i 170. Van tornar fins i tot versions històriques com el Golf GT, GTI i GTD Golf Golf Pirelli, mentre que a la part superior de la gamma és el Golf R32, juntament amb el 3.2 VR6 250 CV i està disponible per primera vegada, a la variant a 5 ports. La injecció d'1,6 indirecta, ja present en el model anterior, s'ha repetit aquí també en Bi-combustible alimentada GPL, el combustible s'emmagatzema en un cilindre toroidal s'insereix sota el compartiment d'equipatge en lloc de la roda de recanvi.
Després d'un any en què les vendes i els lliuraments eren una mica "sota el clima, l'alemany es van posar a cobert, el posicionament del preu de l'oferta i la primera versió real SUV, el Golf Plus, més Alta d'11 cm en comparació del Golf normal, que està entre el Golf i el Touran i estarà en competència amb cotxes com el Renault Scénic i Ford C-MAX, i després un cotxe coupe cabriolet sempre es deriva del camp de golf, el  Eos, recuperar quotes de mercat considerables. El posicionament dels preus també va ser possible gràcies a la participació parcial de la plataforma amb la germana gran  Passat, tant per al Golf que per al Eos, que ha reduït considerablement els costos de producció. El Passat, en primer lloc, compartir la plataforma amb l'Audi A4, un motor longitudinal.
La plataforma és llavors el nou PQ35, la veritable innovació és la introducció de la suspensió del darrere multi braç amb 4 braços que arriben a ser estàndard en totes les versions (tant amb tracció davantera que 4Motion), mentre que el Golf anterior utilitza una interconnexió de versions amb tracció davantera i unes llantes de solucions independents per les versions de quatre rodes motrius. La suspensió multi braç 4-braç permet una millora substancial en la comoditat i la precisió de la conducció.

### GTI W12-650
El 2007 es va proposar un concepte car de la 5a generació Golf, GTI W12-650. Es va fer mitjançant la inserció dels frens posteriors i el Lamborghini Gallardo i el motor W12 Biturbo de la Bentley en el cos d'un Golf V. La sortida màxima de 650 CV. Es necessita 3,5 segons per accelerar de 0 a 100 km/h. Aconsegueix una velocitat màxima de 337 km/h. El motor gran es troba a la part posterior del cotxe, en lloc dels seients. Es refreda per dues preses d'aire laterals.

### Motoritzacions
| Model              | Disponibilitat   | Motor       | Cilindrada (cm³) | Potència        | Par Màxim (Nm) | Emissions CO₂ (g/Km) | 0–100 km/h (secondi) | Velocitat max (Km/h) | Consum mitjà (Km/l) |
| 1.4 16V            | del 2003 al 2004 | Benzina     | 1390             | 55 Kw (75 Cv)   | 126            | 163                  | 14.7                 | 164                  | 13.8                |
| 1.4 16V FSI        | del 2004 al 2005 | Benzina     | 1390             | 66 Kw (90 Cv)   | 130            | 149                  | 12.9                 | 174                  | 15.3                |
| 1.4/122 Cv 16V TSI | del 2007 al 2008 | Benzina     | 1390             | 90 Kw (122 Cv)  | 200            | 149                  | 9.4                  | 197                  | 15.2                |
| 1.4 16V TSI        | del 2006 al 2008 | Benzina     | 1390             | 103 Kw (140 Cv) | 220            | 169                  | 8.8                  | 205                  | 13.5                |
| 1.4/170 Cv 16V TSI | del 2007 al 2008 | Benzina     | 1390             | 125 Kw (170 Cv) | 240            | 174                  | 7.9                  | 220                  | 13.2                |
| 1.6                | del 2004 al 2008 | Benzina     | 1595             | 75 Kw (102 Cv)  | 148            | 176                  | 11.4                 | 184                  | 13.2                |
| 1.6 16V FSI        | del 2003 al 2007 | Benzina     | 1598             | 85 Kw (115 Cv)  | 155            | 159                  | 10.8                 | 192                  | 14.2                |
| 2.0 16V FSI        | del 2004 al 2007 | Benzina     | 1984             | 110 Kw (150 Cv) | 200            | 191                  | 8.9                  | 206                  | 13.0                |
| 2.0 16V TFSI GTI   | del 2004 al 2008 | Benzina     | 1984             | 147 Kw (200 Cv) | 280            | 189                  | 7.2                  | 235                  | 11.9                |
| 3.2 V36 R32        | del 2006 al 2008 | Benzina     | 3189             | 184 Kw (250 Cv) | 320            | 231                  | 6.2                  | 248                  | 9.9                 |
| 1.9 TDI            | del 2003 al 2008 | Diesel      | 1896             | 77 Kw (105 Cv)  | 250            | 143                  | 11.1                 | 187                  | 18.3                |
| 2.0/136 Cv TDI     | del 2007 al 2008 | Diesel      | 1968             | 100 Kw (136 Cv) | 320            | 146                  | 9.7                  | 200                  | 17.6                |
| 2.0 TDI DPF        | del 2006 al 2008 | Diesel      | 1968             | 103 Kw (140 Cv) | 320            | 146                  | 9.3                  | 203                  | 17.6                |
| 2.0 16V TDI        | del 2003 al 2006 | Diesel      | 1968             | 103 Kw (140 Cv) | 320            | 146                  | 9.3                  | 203                  | 17.6                |
| 2.0/170 Cv TDI GTD | del 2006 al 2008 | Diesel      | 1968             | 125 Kw (170 Cv) | 350            | 156                  | 8.2                  | 220                  | 16.3                |
| 1.6 BiFuel G       | del 2006 al 2008 | Benzina/GPL | 1595             | 75 Kw (102 Cv)  | 148            | 176                  | 11.0                 | 180                  | 13.2                |

## Golf VI (2008-2012)

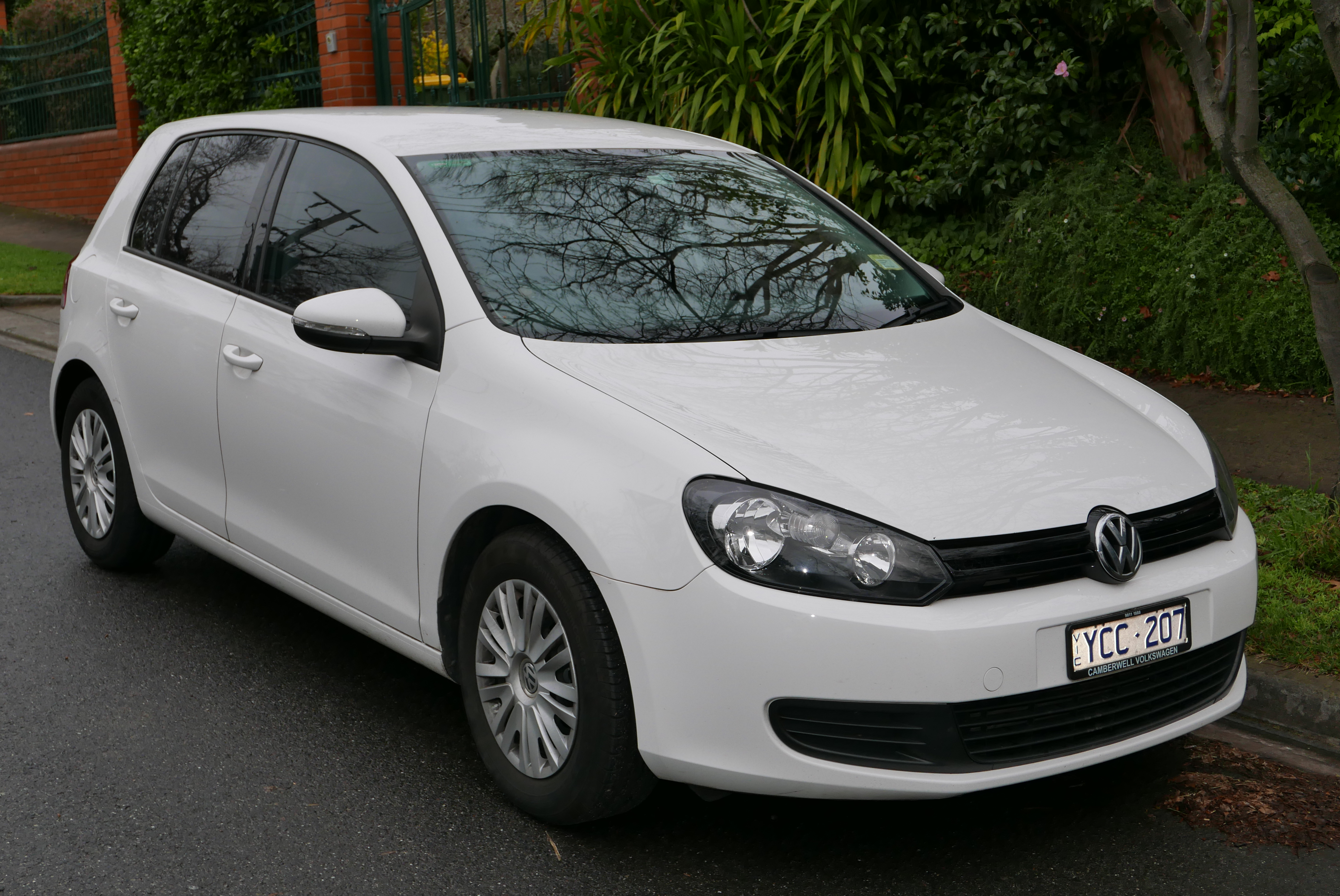
VW Golf VI.

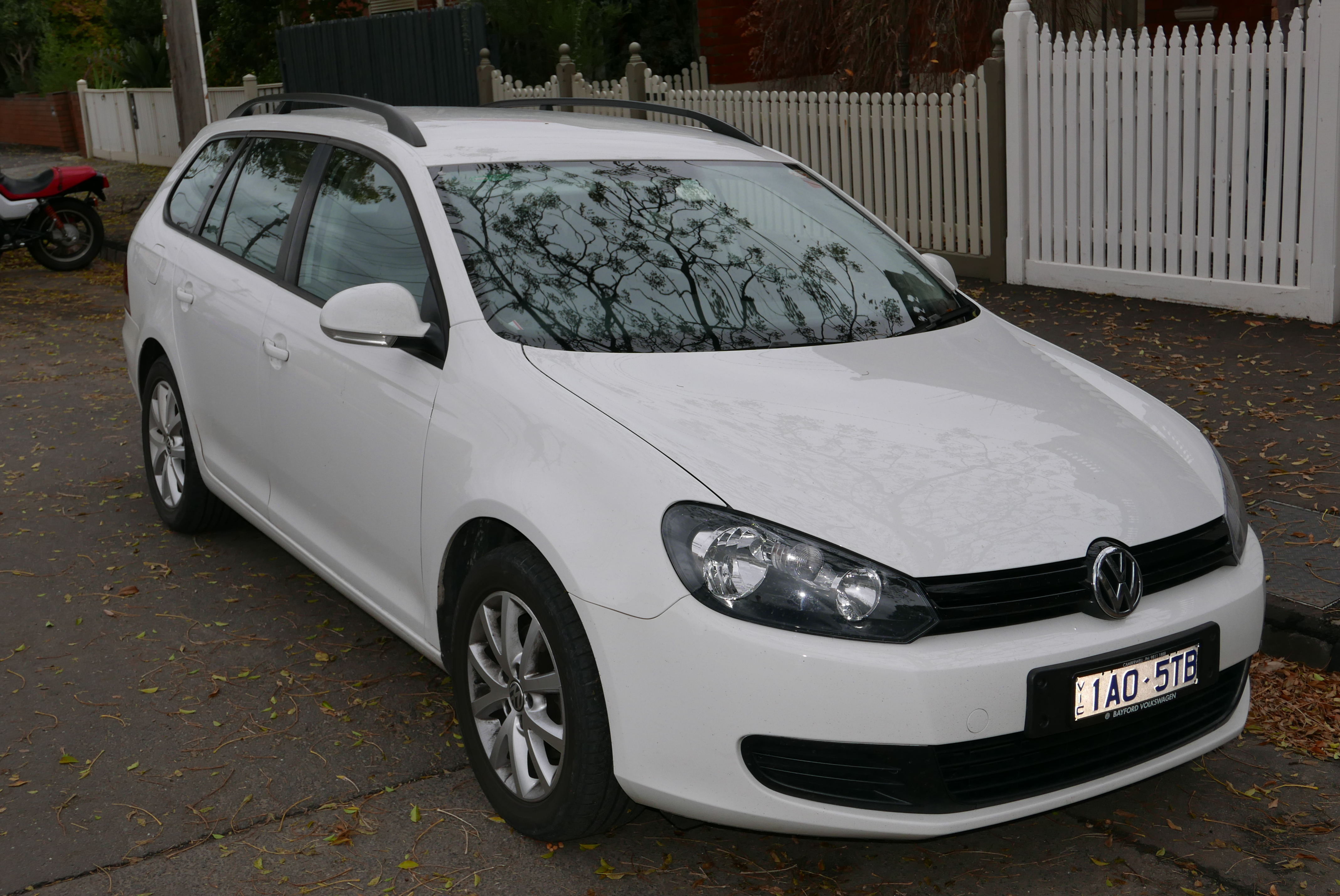
VW Golf VI Variant.

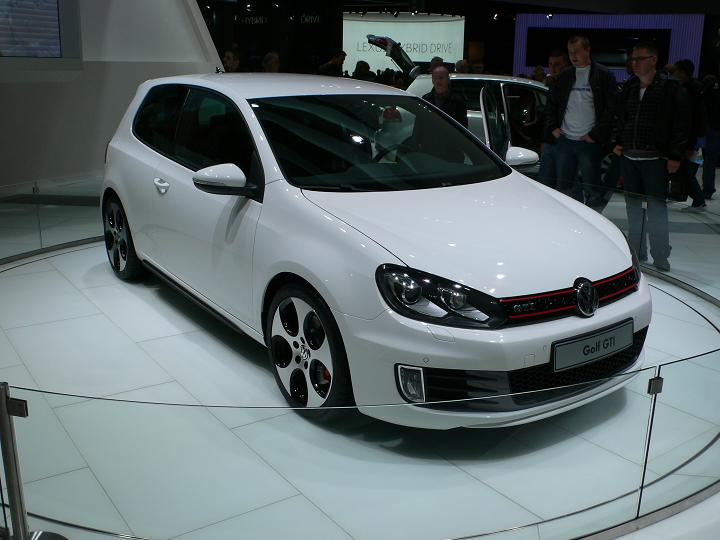
VW Golf VI GTI.

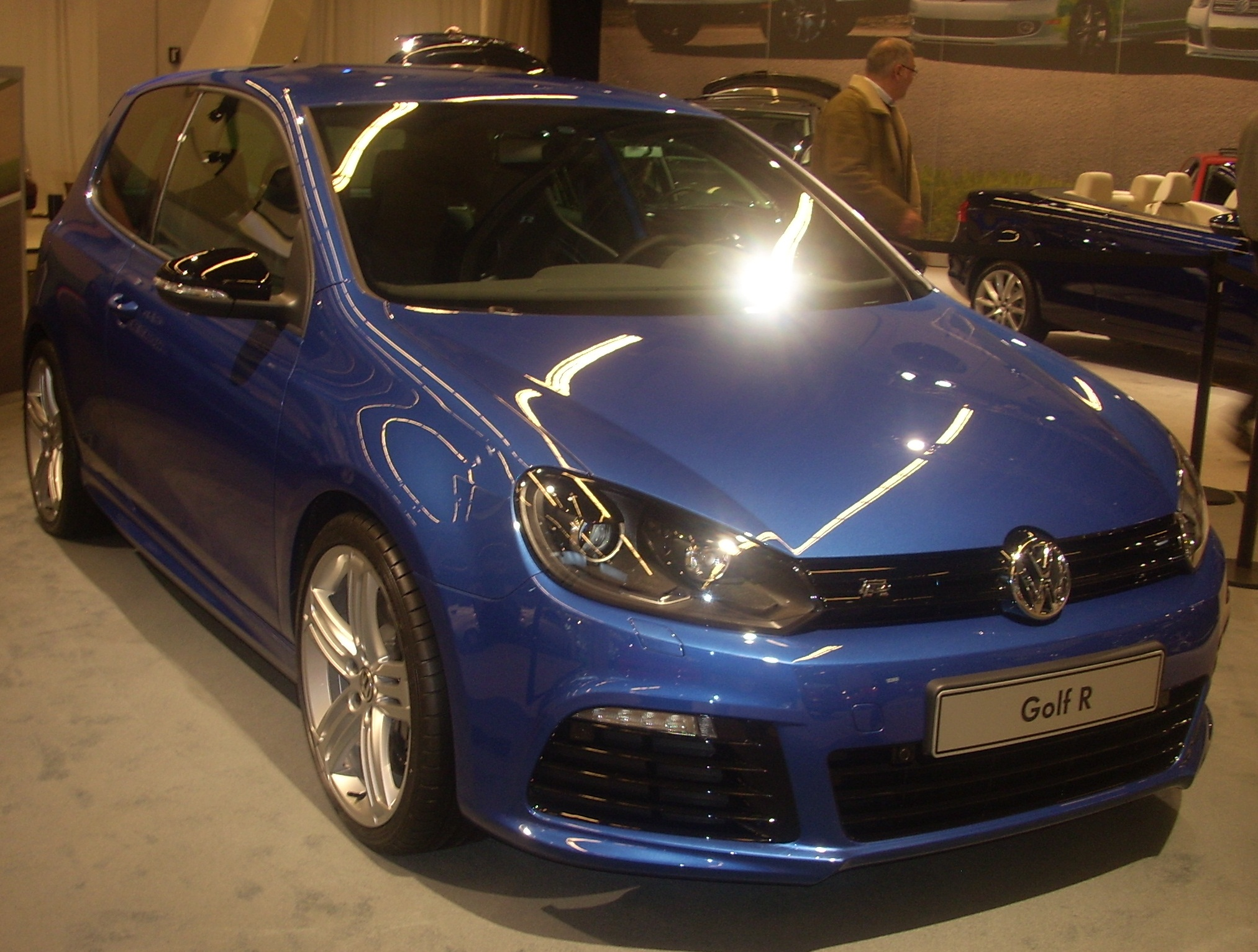
VW Golf VI R.

La sisena sèrie del Volkswagen Golf, es comercialitza com un nou model, però en realitat, es tracta d'un redisseny profund de la cinquena sèrie, dirigida per Walter De Silva, qui col·labora amb el seu compatriota Flavio Manzoni. [8] [9] " Golf VI "va ser presentat al Saló de l'Automòbil de París el 4 d'octubre de 2008, per entrar en producció a partir de desembre del mateix any. Aquesta sèrie es presenta com una actualització i la millora de la sèrie anterior, i es necessita la mateixa bancada així com la majoria dels components, així com introduir innovacions importants, com ara els motors common rail (mantenint l'ús de l'abreviatura TDI) i alguns nous dispositius Electronic tant per a la seguretat pel que fa tant a l'estructura.

### Interior del cotxe
La part davantera presenta la clàssica graella VW es va unir als fars i la cua estrena nous fars rectangulars estan disponibles també amb tecnologia LED. Els interiors es caracteritzen per un disseny sobri i racional, retallat amb inserits de plàstic combinat amb material de contrast varia depenent del grau. L'estàndard pot ser equipat amb un control automàtic de clima és estàndard, mentre que el bloqueig de les rodes anti (ABS), control electrònic de tracció, control d'estabilitat i distribució electrònica de frenada d'emergència.La línia general de la carrosseria roman totalment similar a la de la versió que el precedeix, a continuació, no és excessiu i es caracteritza per un disseny molt simple. La capacitat del maleter és de 350 litres, que pot elevar a 1.305 amb els seients abatuts. El Golf VI arriba ara a les requerides maig 5 estrelles en proves de xoc Euro NCAP, el que està equipat amb ESP i ve de sèrie amb set coixins de seguretat (inclòs un per als genolls del conductor). A Itàlia es ven a 3 i 5 versions de la porta, la variant (que és en realitat la sèrie Variant cinquè amb la part davantera del Golf VI) i MPV Plus Trendline, Comfortline, Highline BlueMotion i més d'esports GTI, GTD i a R. El 2010 es va presentar el nou Jetta, amb un cos molt diferent del hatchback Golf, i el 2011 va debutar el nou Golf convertible, que s'uneix a la nova versió redissenyada d'Eos.

### Motoritzacions
| Model              | Disponibilitat   | Motor       | Cilindrada (cm³) | Potència        | Par màxim (Nm) | Emissions CO₂ (g/Km) | 0–100 km/h (segons) | Velocitat max (Km/h) | Consum mitjà (Km/l) |
| 1.2 TSI            | del 2010         | Benzina     | 1197             | 77 Kw (105 Cv)  | 175            | 134                  | 10.6                | 190                  | 17.5                |
| 1.4                | del 2010         | Benzina     | 1390             | 59 Kw (80 Cv)   | 132            | 149                  | 13.9                | 172                  | 15.0                |
| 1.4 TSI/122 Cv     | del 2010         | Benzina     | 1390             | 90 Kw (122 Cv)  | 200            | 144                  | 9.5                 | 200                  | 16.1                |
| 1.4 TSI/160 Cv     | del 2008 al 2011 | Benzina     | 1390             | 118 Kw (160 Cv) | 240            | 145                  | 8.0                 | 220                  | 15.3                |
| 1.6                | del 2008 al 2010 | Benzina     | 1595             | 75 Kw (102 Cv)  | 148            | 166                  | 11.3                | 188                  | 13.4                |
| 2.0 TSI GTI        | del 2009         | Benzina     | 1984             | 155 Kw (210 Cv) | 280            | 170                  | 7.3                 | 230                  | 13.7                |
| 2.0R TSI           | del 2009         | Benzina     | 1984             | 199 Kw (271 Cv) | 350            | 195                  | 5.5                 | 250                  | 11.9                |
| 1.6 TDI            | del 2009         | Diesel      | 1598             | 77 Kw (105 Cv)  | 250            | 119                  | 11.3                | 189                  | 22.2                |
| 1.6 TDI BlueMotion | del 2008         | Diesel      | 1598             | 77 Kw (105 Cv)  | 250            | 107                  | 11.3                | 190                  | 24.4                |
| 2.0 TDI/110 Cv DPF | del 2008 al 2010 | Diesel      | 1968             | 81 Kw (110 Cv)  | 250            | 128                  | 10.7                | 193                  | 19.6                |
| 2.0 TDI/140 Cv DPF | del 2008         | Diesel      | 1968             | 103 Kw (140 Cv) | 320            | 129                  | 9.3                 | 209                  | 20.4                |
| 2.0 TDI GTD        | del 2008         | Diesel      | 1968             | 125 Kw (170 Cv) | 350            | 139                  | 8.3                 | 218                  | 18.9                |
| 1.6 Bi-Fuel        | del 2008         | Benzina/GPL | 1595             | 75 Kw (102 Cv)  | 148            | 149                  | 11.3                | 188                  | 10.9                |

## e-Golf
El Volkswagen e-Golf es comercialitza des de 2014. Té una potència de 85 kW (116 CV). La seva velocitat màxima és de 140 km/h. Accelera de 0 a 100 en 10,4 segons. Compta amb una autonomia de 110 km a 120 km en condicions reals.
Com tot automòbil elèctric, no produeix contaminació atmosfèrica directe ni contaminació sonora en el lloc d'ús.

## Golf VII (2012-2019)

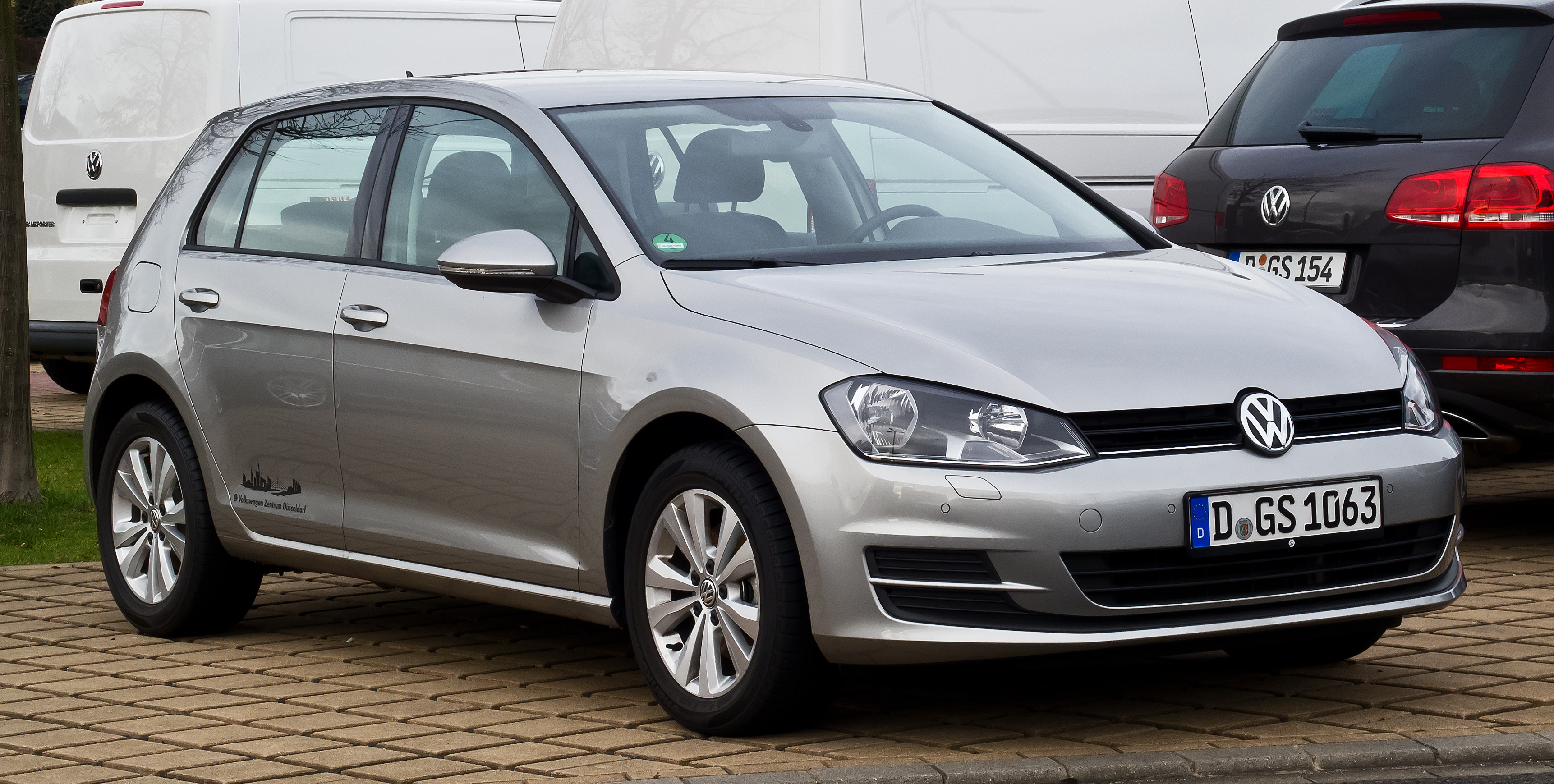
VW Golf VII.

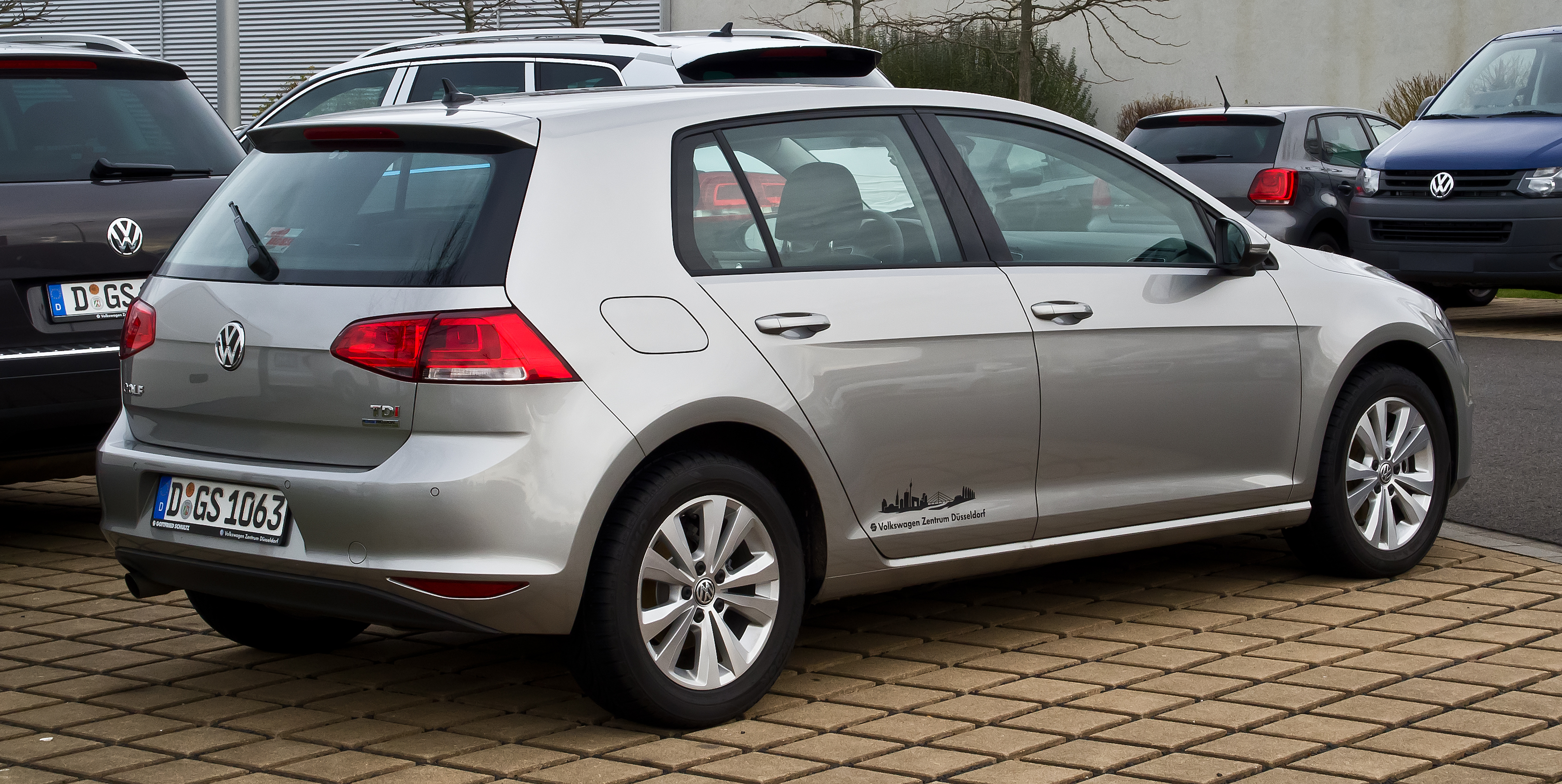
VW Golf VII per darrere

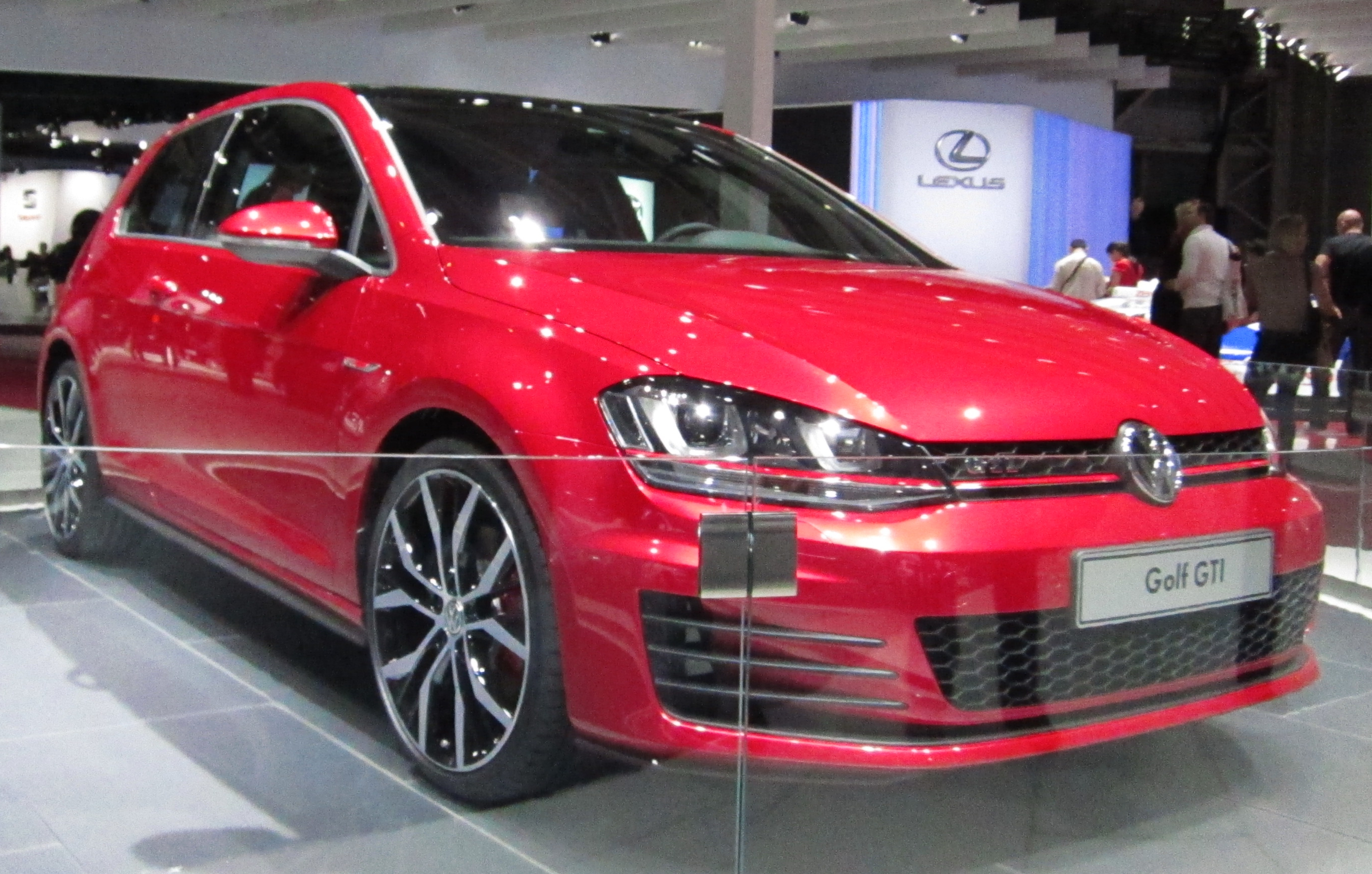
VW Golf VII GTI

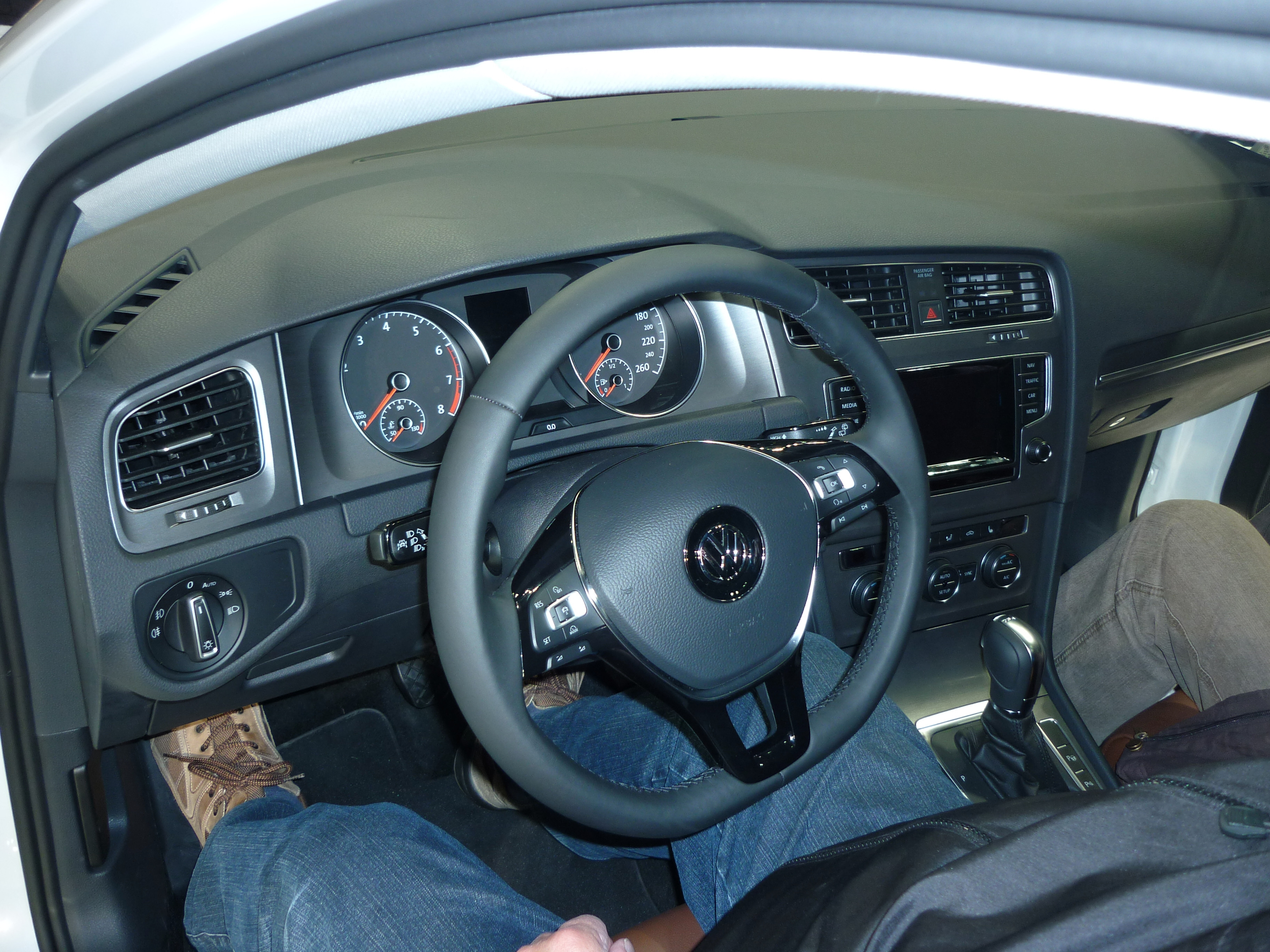
Interior del VW Golf VII GTI.

El Golf VII serà el tercer model relacionat amb la nova plataforma del Grup Volkswagen, basant-se més que en la variabilitat, en les diferències entre els tipus d'unitats. Amb la introducció de la "matriu modular transversal" MQB s'incrementarà la variabilitat en el model de política. Depenent del disseny guarda la plataforma variable de 40 a 100 massa quilograms i crea espai per les cames 1,5 cm més per als passatgers al seient del darrere i espai per a 30 litres més equipatge. La distància entre eixos, ample de via i mides de roda, també estan en la nova plataforma i serveixen per proporcionar una major flexibilitat. La nova plataforma i el seient es serveix també al Grup, a les marques Audi i Škoda. Els nous models de l'Audi A3, Seat León i Škoda Octavia ja es basen en aquesta plataforma. Amb la plataforma MQB Volkswagen té oportunitat d'incorporar motors diferents. Planned són els motors de combustió interna amb una capacitat de fins a 220 kW (~ 300 CV). Tots els motors són nous desenvolupaments. El nou disseny dels motors dièsel són per al futur estàndard d'emissió Euro 6, arribant a tenir 3 o 4 cilindres. La instal·lació de motors de gas amb el dipòsit associat també és possible, com la instal·lació de bateries en una versió híbrida. El VII de Golf té 4,26 metres de llarg, 5,6 polzades més llarg que el seu predecessor. VW admet haver reduït el pes en buit del VII Golf en comparació del Golf VI (segons el tipus) en un màxim de 100 quilograms. De fet, el pes en buit del Einstiegsbenziners disminueix en 24 kg, el 1.6 TDI BlueMotion Technology de 23 kg i el 2.0 TDI BlueMotion Technology d'11 kg. Mentre que la capacitat del maleter està en condicions normals augmentant entre 30 i 380 litres, la disminució de la capacitat amb els seients del darrere plegats cap avall, tot i l'augment en la grandària de 35-1270 litres. El dipòsit de combustible redueix ara de 5 litres i compta amb només 50 litres.

### Motoritzacions i especificacions tècniques
- 1.2 TSI, 1197 cm³, 86cv (Benzina)
- 1.2 TSI, 1197 cm³, 105cv (Benzina)
- 1.4 TSI, 1395 cm³, 122cv (Benzina)
- 1.4 TSI, 1395 cm³, 140cv (Benzina)
- 1.6 TDI, 1598 cm³, 105cv (Diesel)
- 2.0 TDI, 1968 cm³, 150cv (Diesel)

## Premis
El premi més gros del periodisme europeu és el Cotxe de l'Any a Europa. El 1973 la primera generació va quedar en segon lloc, i el Golf II va quedar tercer el 1984. El 1992 el títol va ser finalment conquerit, per davant de l'Opel Astra i el Citroën ZX. El 1998 el Golf IV va quedar segon després de l'Alfa Romeo 156, i la cinquena generació va assolir el tercer lloc al pòdium el 2004.
El Golf GTI I va ser nomenat millor automòbil de la història per "Auto Express", segon per "4 Car", 39è per "Automobile", i tercer entre els esportius dels 80 per "Sports Car International".
El GTI V va ser nomenat Millor Compacte Esportiu del 2005 per "What Car? ", i va ser el Millor vehicle del 2005 per "Top Gear", "Fifth Gear" i "Auto Express".